# Nghệ thuật Byzantine

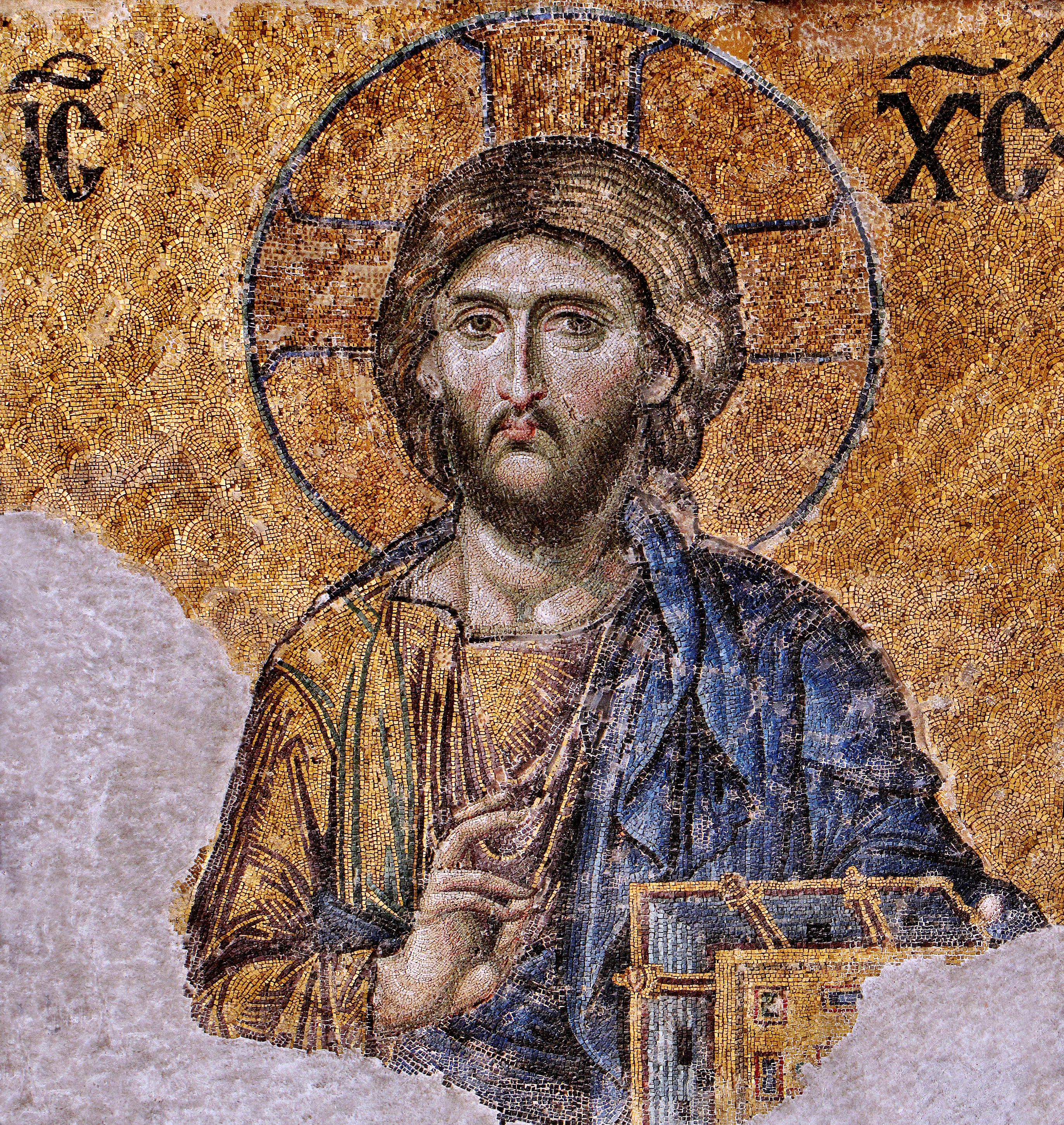
Tranh khảm Byzantine là một trong những tác phẩm lừng danh còn sót lại của Hagia Sophia ở Constantinople - chân dung của Christ Pantocrator trên các bức tường của phòng trưng bày phương Nam, Christ được Đức Trinh Nữ Maria và John the Baptist hộ tống; khoảng năm 1261; 4,08 x 4,2 m

Nghệ thuật Byzantine là các tác phẩm nghệ thuật mang phong cách Hy Lạp Kitô giáo của Đế chế Đông La Mã (Byzantine), cùng các quốc gia và các bang được thừa hưởng văn hóa từ đế chế. Mặc dù đế chế nổi lên từ sự suy tàn của Rome và tồn tại cho đến khi Constantinople sụp đổ năm 1453, ngày bắt đầu của thời kỳ Byzantine khá rõ ràng trong lịch sử nghệ thuật so với lịch sử chính trị. Nhiều quốc gia Chính thống Đông phương ở Đông Âu, cũng như các quốc gia Hồi giáo ở phía đông Địa Trung Hải, đã bảo tồn nhiều khía cạnh của văn hóa và nghệ thuật của đế chế trong nhiều thế kỷ sau đó.
Một số quốc gia đương thời có nền văn hóa bị ảnh hưởng bởi Đế quốc Byzantine, mà không thực sự là một phần của đế quốc (" Khối thịnh vượng chung Byzantine "). Những quốc gia đó bao này bao gồm cả Rus, và một số quốc gia không chính thống như Cộng hòa Venice, quốc gia này đã tuyên bố độc lập khỏi đế quốc Byzantine vào thế kỷ thứ 10 và Vương quốc Sicily, có quan hệ mật thiết với Đế quốc Byzantine và cũng là quốc gia sở hữu  Byzantine  cho đến thế kỷ thứ 10 với phần lớn dân số vẫn cố duy trì ngôn ngữ truyền thống là tiếng Hy Lạp cho đến thế kỉ thứ 12. Các quốc gia khác có truyền thống nghệ thuật Byzantine đã dao động trong suốt thời Trung cổ giữa việc nằm dưới sự trị vì của đế chế Byzantine và tồn tại như những quốc gia độc lập, như Serbia và Bulgaria. Sau sự sụp đổ của thủ đô Byzantine của Constantinople năm 1453, các tác phẩm nghệ thuật được tạo ra bởi các tín  đồ Kitô Chính thống từ phương Đông sống ở Đế chế Ottoman thường được gọi là "hậu Byzantine". Một số truyền thống nghệ thuật bắt nguồn từ Đế quốc Byzantine, đặc biệt là khi liên quan đến hội họa và kiến trúc nhà thờ, được duy trì ở Hy Lạp, Síp, Serbia, Bulgaria, Romania, Nga và các nước Chính thống giáo Đông phương khác cho đến tận ngày nay.

## Giới thiệu

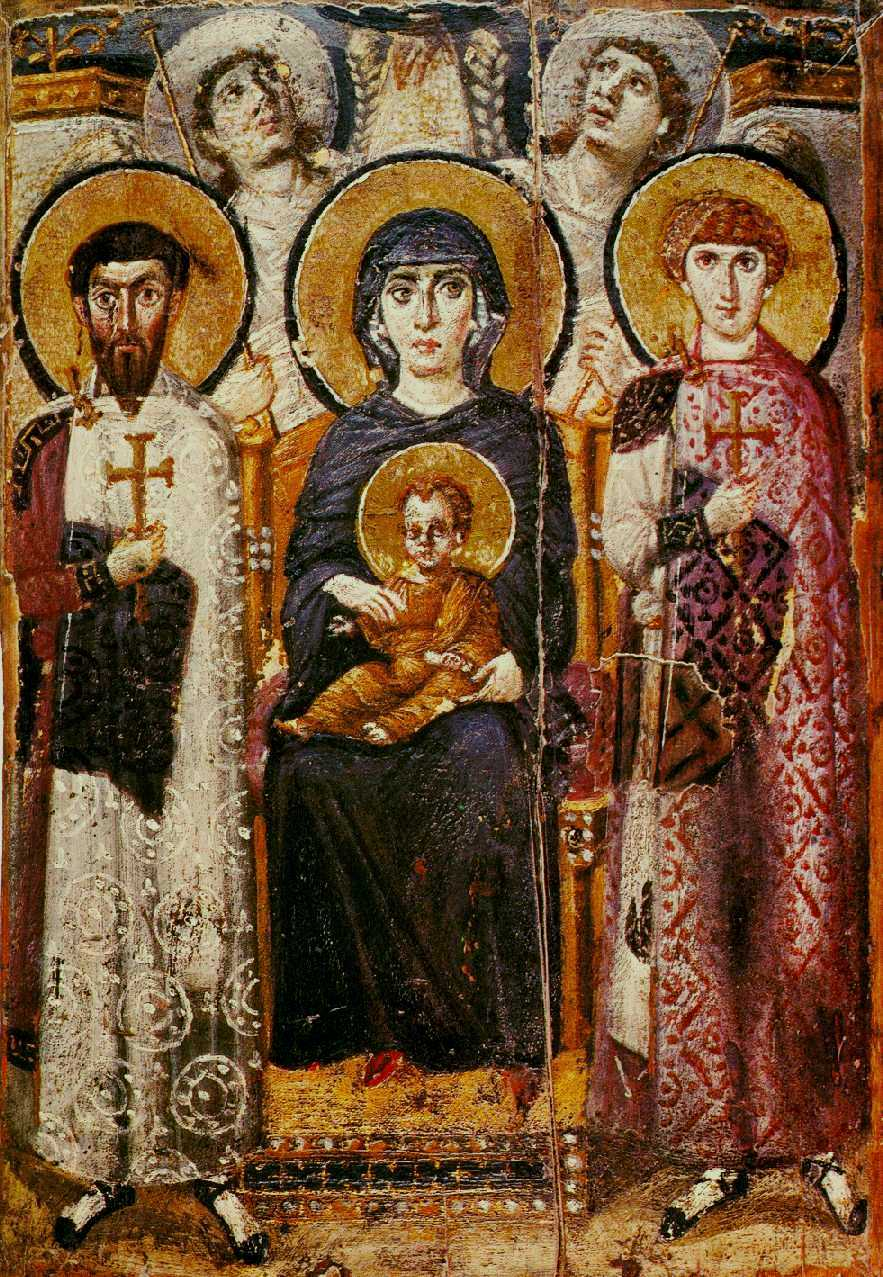
Biểu tượng Trinh nữ và trẻ em sánh vai cùng các vị thánh và thiên thần, thế kỷ thứ 6, Tu viện Saint Catherine, Sinai

Nghệ thuật Byzantine bắt nguồn và phát triển từ một tôn giáo Hi Lạp bị Kitô hóa thuộc phần phía Tây của đế chế La Mã; những tác phẩm được lấy cảm hứng từ cả Kitô giáo lẫn thần thoại Hy Lạp cổ được thể hiện một cách tinh tế, trừu tượng với phong cách nghệ thuật  theo văn hóa Hy Lạp cổ.  Nghệ thuật Byzantium không bao giờ đánh mất đi sự cổ điển vốn có của nó; Thủ đô Byzantine, Constantinople, được may mắn sở hữu một lượng lớn các tác phẩm điêu khắc mang nét cổ điển, mặc dù cuối cùng chúng đã trở thành đối tượng gây hoang mang cho người dân nơi đây  (tuy nhiên, những người có cơ hội chiêm ngưỡng các tác phẩm ở Byzantine không hề tỏ ra khó hiểu đối với các hình thức nghệ thuật quảng bá cổ điển này chẳng hạn như tranh treo tường) . Nền tảng của nghệ thuật Byzantine bắt nguồn từ một tầm nhìn nghệ thuật của người Hy Lạp ở Byzantine, giống như người Hy Lạp cổ đại những người  "không bao giờ cảm thấy hài lòng  với những thứ chỉ có hình thức, nhưng được kích thích bởi một chủ nghĩa duy lý bẩm sinh, khiến hình thức trở nên sinh động bằng cách liên kết chúng với một nội dung có ý nghĩa. "  Mặc dù nghệ thuật được tạo ra trong Đế quốc Byzantine được đánh dấu bằng các cuộc phục hưng định kỳ của mỹ học cổ điển, nhưng trên hết nó được đánh dấu bằng sự phát triển của một mỹ học mới được xác định bởi tính chất "trừu tượng" hay phi tự nhiên. Nếu nghệ thuật cổ điển là những nỗ lực tạo ra những tạo tác mang cái hồn của thực tế thì nghệ thuật Byzantine dường như đã từ bỏ nỗ lực này để ủng hộ một cách tiếp cận mang tính biểu tượng hơn. 

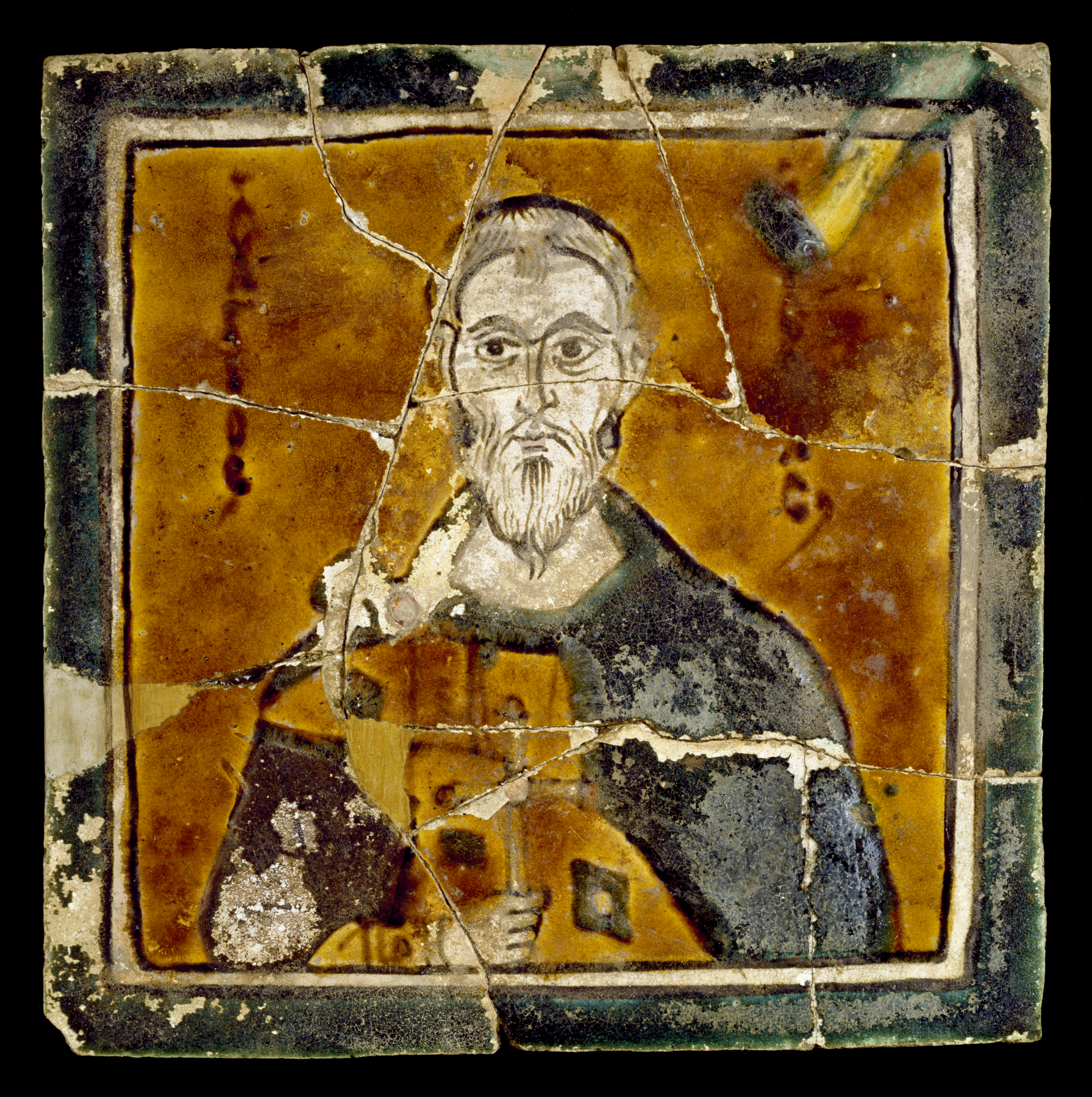
Thánh Arethas của người Ê-ti-ô được mô tả theo phong cách Byzantine truyền thống (thế kỷ thứ 10)

Bản chất và nguyên nhân của sự chuyển hóa này, phần lớn diễn ra trong thời kỳ cổ đại,  chủ đề này đã được các học giả tranh luận trong nhiều thế kỷ qua. Giorgio Vasari quy cho nó là sự suy đồi kỹ năng và tiêu chuẩn nghệ thuật, đến lượt nó đã được hồi sinh bởi những người đương thời của ông trong thời kì Phục hưng Ý. Mặc dù quan điểm này đôi khi được hồi sinh, đáng chú ý nhất là Bernard Berenson, các học giả hiện đại có xu hướng nhìn nhận tích cực hơn về nghệ thuật Byzantine. Alois Riegl và Josef Strzygowski,  những nhà sử học nghệ thuật đầu thế kỷ 20, đã lên tiếng chịu trách nhiệm cho sự chậm trễ trong việc tái đánh giá giá trị của các tác phẩm nghệ thuật cổ xưa  Riegl đã xem nó như một sự phát triển tự nhiên của các khuynh hướng đã có từ trước trong nghệ thuật La Mã, trong khi Strzygowski xem nó như một sản phẩm từ những ảnh hưởng từ "phương Đông". Những đóng góp đáng chú ý cho cuộc tranh luận bao gồm những đóng góp của Ernst Kitzinger,, người đã vạch ra một "biện chứng" giữa xu hướng "trừu tượng" và "Hy Lạp" trong thời cổ đại và John Onians,, người đã nhận ra được "sự gia tăng phản ứng thị giác" trong thời cổ đại, qua đó người xem "có thể nhìn vào một thuật ngữ trừu tượng của thế kỷ XX và hiểu được tính đại diện của nó."
Sự bất đồng trong quan điểm này mang một màu sắc hiện đại thấy rõ:   hầu hết những người chiêm ngưỡng nghệ thuật Byzantine không cho rằng đây là nghệ thuật trừu tượng hoặc không tự nhiên. Như Cyril Mango đã nhận xét, "sự đánh giá cao của chúng tôi đối với nghệ thuật Byzantine chủ yếu xuất phát từ thực tế rằng dòng nghệ thuật này không phải là tự nhiên, nhưng chính các Byzantines đã tuyên bố rằng nghệ thuật này hoàn toàn mang tính tự nhiên và là cầu nối trực tiếp trong truyền thống Phidias, Apelles và Zeuxis. "

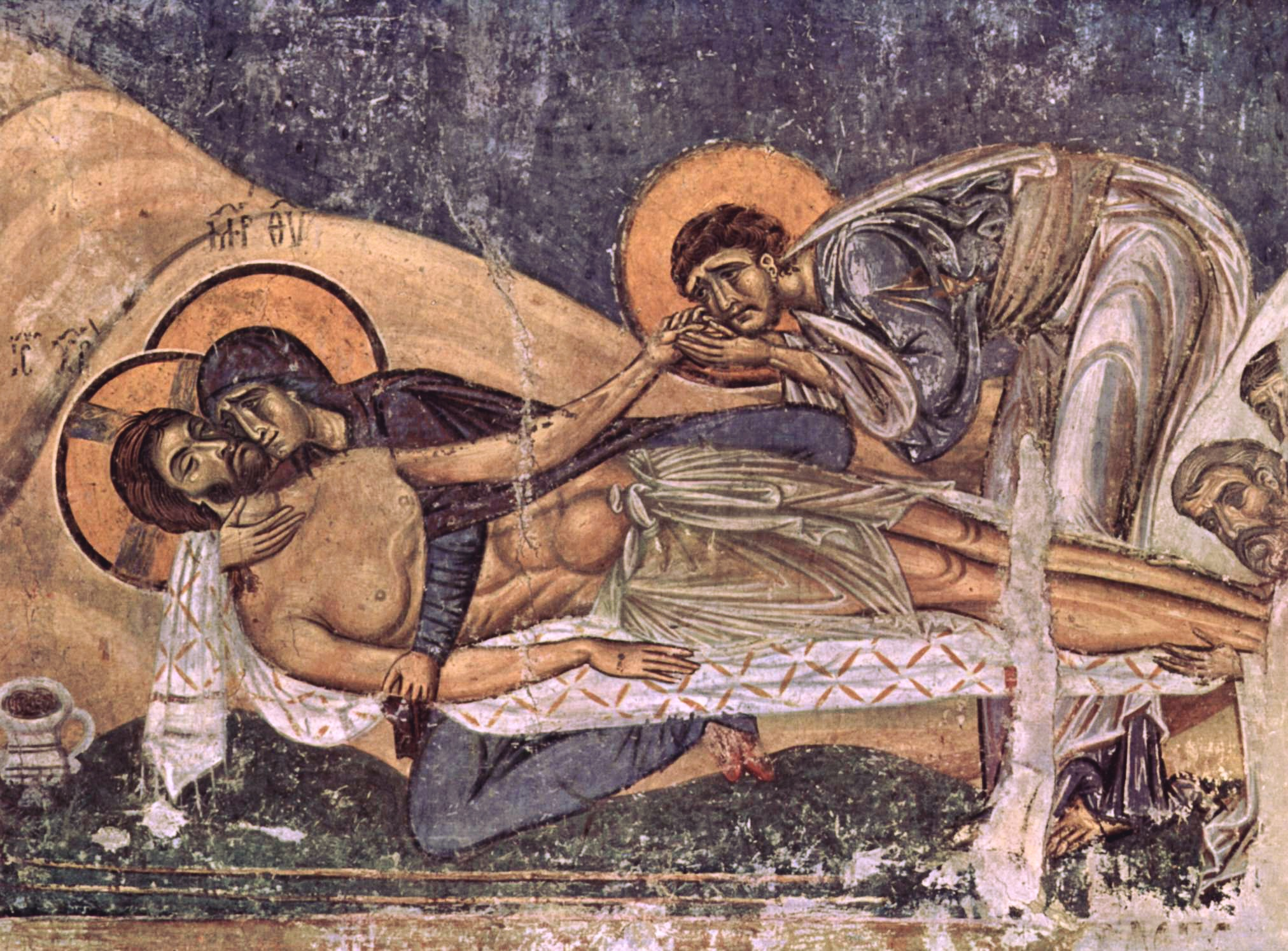
Frescoes ở Nerezi bên cạnh Skopje (1164), với màu sắc bi kịch đặc trưng, nhân đạo, và chủ nghĩa hiện thực, dự đoán trước được cách tiếp cận của Giotto và các nghệ sĩ người Ý thời đại Phục hưng.

Nghệ thuật Byzantine  chủ yếu liên quan đến tôn giáo và hoàng tộc: hai chủ đề này thường được được kết hợp với nhau, như trong chân dung của các hoàng đế Byzantine sau này trang trí nội thất của nhà thờ Hagia Sophia ở thế kỷ thứ sáu ở Constantinople. Những mối bận tâm này một phần là kết quả của bản chất ngoan đạo và chuyên quyền của xã hội Byzantine, và một phần là do cấu trúc kinh tế của nó: sự giàu có của đế chế tập trung trong tay nhà thờ và văn phòng đế quốc, nơi có cơ hội lớn để thực hiện hoa hồng nghệ thuật hoành tráng.
Nghệ thuật tôn giáo gần như không bị giới hạn, tuy nhiên, vẫn tồn tại những hạn chế nhất định trong nghệ thuật trang trí nhà thờ. Dối với nghệ thuật Byzantine, những đề tài mang tính biểu tượng  đóng một vai trò không hề nhỏ, hình ảnh của Chúa Kitô, Trinh nữ hoặc một vị thánh,được tôn thờ trong các giáo đài trang trọng và trong các tư gia. Màu sắc tôn giáo của các tác phẩm này đậm đà hơn tính thẩm mỹ của chúng, trong tự nhiên: đặc biệt là sau khi kết thúc biểu tượng, chúng được hiểu là  "sự hiện diện" duy nhất được khắc họa qua các tác phẩm nghệ thuật mang "sự tương đồng" với hình ảnh các thánh nhân được tuyền tụng  thông qua những lời tả, tác phẩm được truyền đạt tỉ mĩ.
Nghệ thuật trang trí bản thảo là một trong nhưng điểm nhấn  của nghệ thuật Byzantine.  Phổ biến nhất là các văn bản liên quan đến tôn giáo, cả bản kinh thánh (đặc biệt là the Psalms) và các văn bản tôn sùng hoặc các tác phẩm thần học (như Ladder of Divine Ascent of John Climacus hoặc homites of Gregory of Nazianzus). Các văn bản thế tục như:  Alexander Romance và lịch sử của John Skylitzes  cũng được trang trí hoành tráng.
Người Byzantines thừa hưởng sự ngờ vực của Kitô giáo thời kỳ đầu về nghệ thuật điêu khắc trong nghệ thuật tôn giáo và chỉ tạo ra những bức phù điêu, trong số đó rất ít tác phẩm mang tỉ lệ chính xác với vật mẫu còn tồn tại, trái ngược hoàn toàn với nghệ thuật thời trung cổ của phương Tây, nơi điêu khắc tượng đài hồi sinh từ nghệ thuật Carolingian trở đi.
Cái gọi là "the minor arts" là báu vật của nghệ thuật Byzantine, bao gồm cả những bài văn sắc sảo được chạm khắc tinh tế lên ngà voi để làm bia tưởng niệm hoặc quan tài như quan tài Veroli, chạm khắc đá cứng, men, thủy tinh, trang sức, kim loại, và lụa Byzantine  được sản xuất với số lượng lớn trong suốt thời kỳ Byzantine. Phần lớn trong số đó mang bản sắc tự nhiên của tôn giáo, mặc dù một số lượng lớn các đồ dùng với trang trí thế tục hoặc phi đại diện đã được sản xuất: ví dụ, ngà tượng trưng cho các chủ đề từ thần thoại cổ điển. Đồ gốm Byzantine tương đối thô, vì đồ gốm không bao giờ có cửa được trang trí trên bàn của những người giàu có, người đã ăn bạc Byzantine đến ngập mồm.

## Các giai đoạn lịch sử

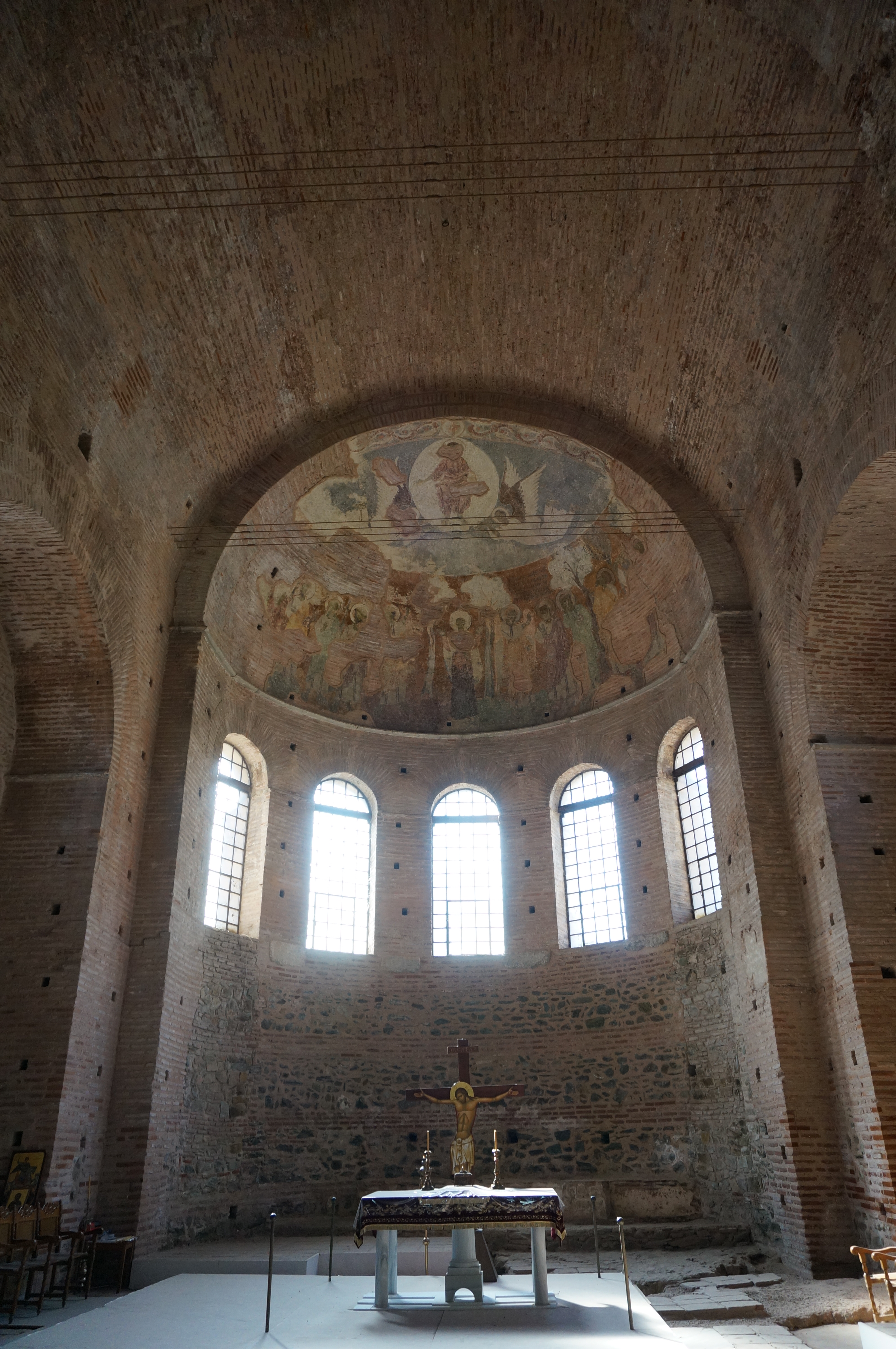
Nội thất của Rotunda của St. George, Thessaloniki, cùng tàn dư của tranh khảm

Nghệ thuật và kiến trúc Byzantine được chia thành bốn giai đoạn: Giai đoạn Đầu, khởi đầu với Đạo luật Milan (hợp pháp hóa Kitô giáo) và sự chuyển giao quyền lực của đế quốc cho Constantinople, kéo dài đến năm 842 sau Công nguyên, Iconoclasm đánh dấu kết thúc cho thời kỳ này; giai đoạn Giữa, hay còn gọi là giai đoạn cao trào (high period), khởi điểm bằng việc khôi phục các biểu tượng vào năm 843 và đỉnh điểm là sự sụp đổ của Constantinople dưới tay Thập tự quân năm 1204; giai đoạn Cuối là sự thẩm thấu chiết trung giữa nghệ thuật và kiến trúc của Tây Âu với sự truyền thống trong nghệ thuật và kiến trúc Byzantine, kết thúc bằng sự sụp đổ của Constantinople dưới tay đế quốc Ottoman (Thổ Nhĩ Kỳ) năm 1453. Thuật ngữ hậu Byzantine được sử dụng cho những năm sau đó, trong khi "Neo-Byzantine" được dùng cho những tác phẩm và kiến trúc từ thế kỷ 19 trở đi, sự sụp đổ của Đế chế Ottoman đã khiến Byzantium trở nên vô cùng giá trị trong con mắt của các nghệ sĩ và các sử gia.

### Nghệ thuật Byzantine thời kì đầu

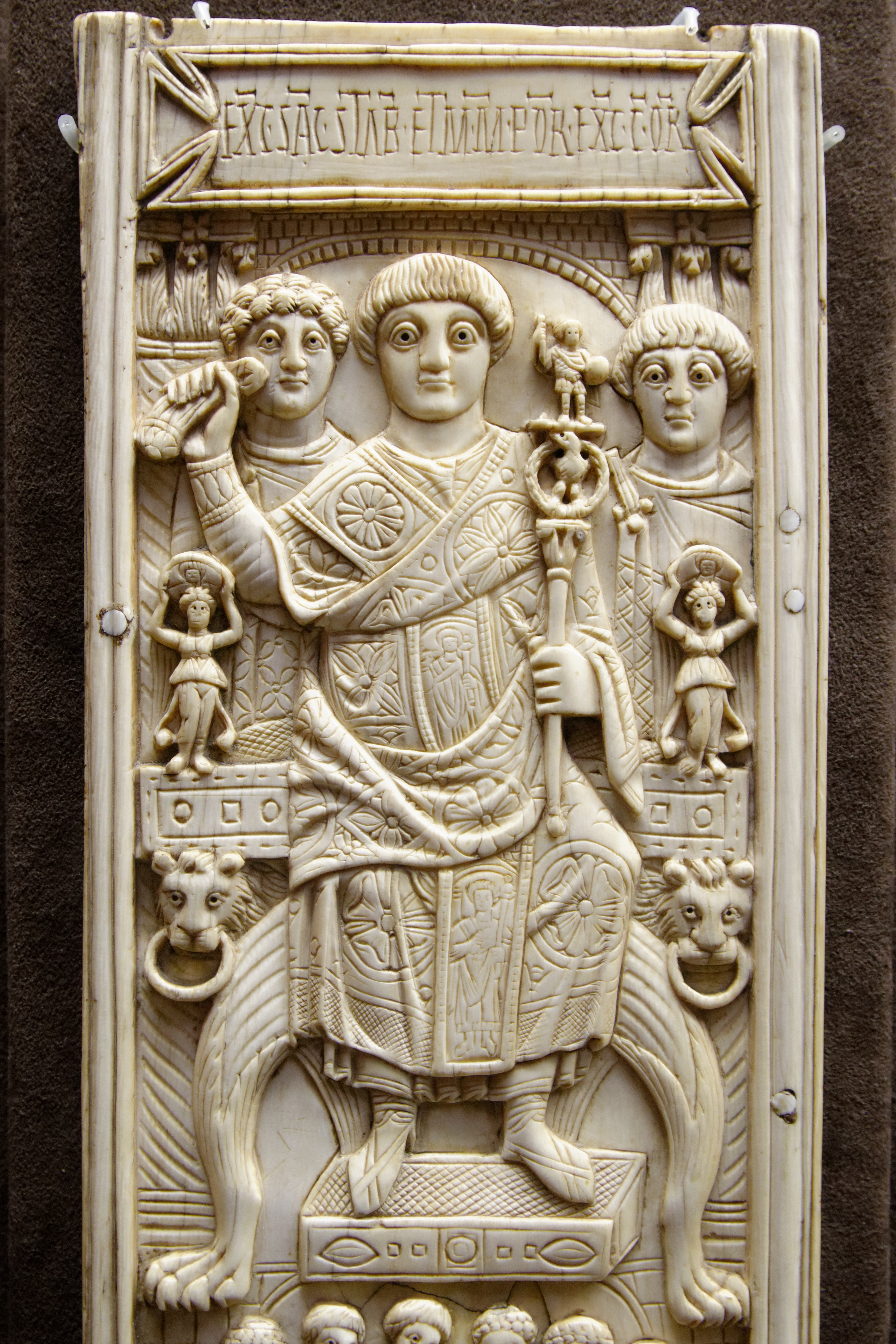
Leaf from an ivory diptych của Areobindus Dagalaiphus Areobindus, lãnh sự quán Constantinople, 506. Areobindus đứng ở giữa, chủ trì các trò chơi trong Hippodrome, được mô tả bên dưới (Musée national du Moyen Âge)

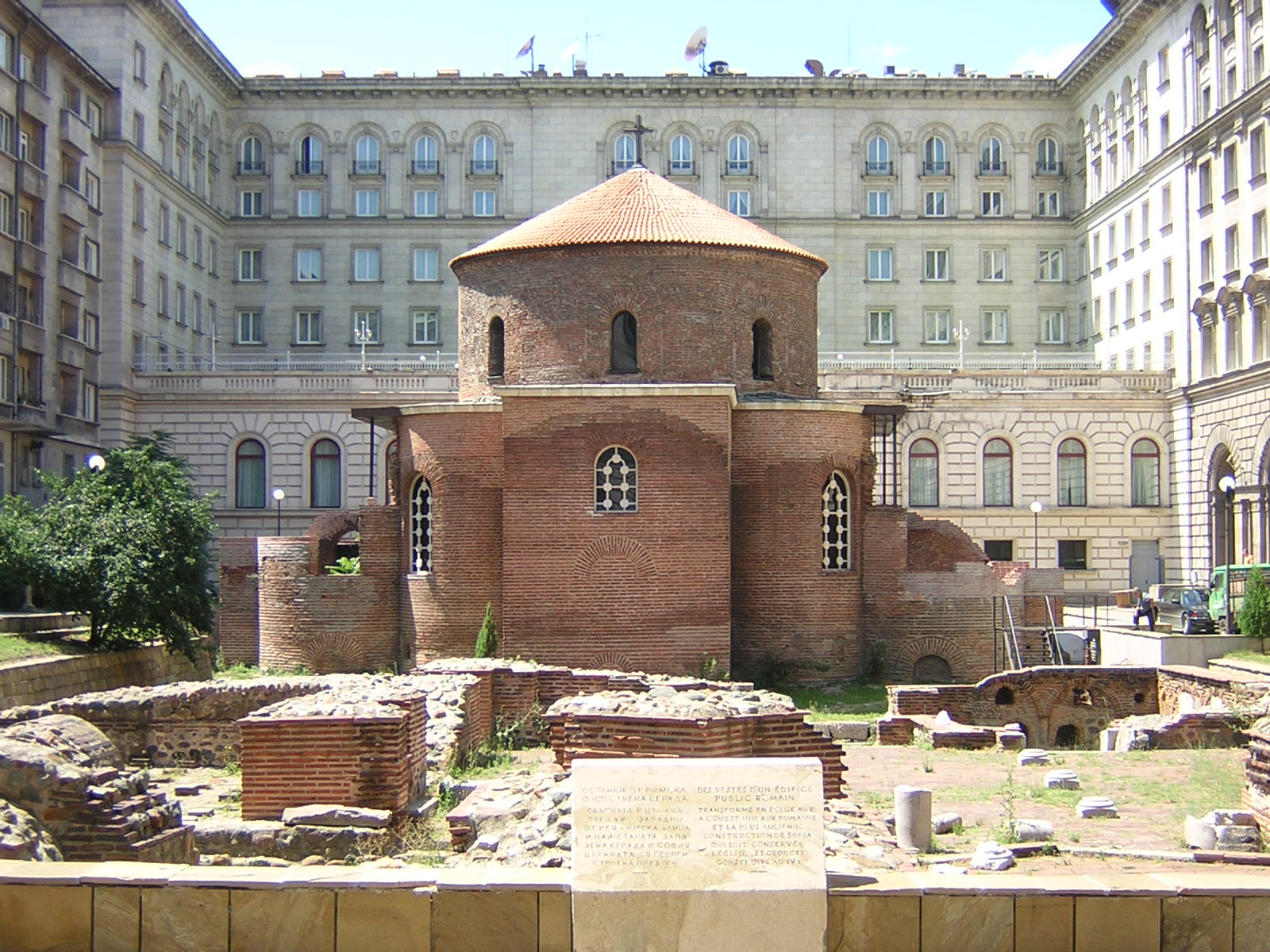
George Rotunda ở Sofia, được xây dựng vào thế kỷ thứ 4, và một số phần còn lại của Serdica vẫn còn nằm rãi rác xung quanh nó.

Hai sự kiện có tầm quan trọng cơ bản đối với sự phát triển độc đáo của nghệ thuật Byzantine. Đầu tiên, Bản sắc lệnh của Milan, do các hoàng đế Constantine I và Licinius ban hành năm 313, cho phép thờ phượng Kitô giáo, và dẫn đến sự phát triển hoành tráng của nghệ thuật Kitô giáo. Thứ hai, sự cống hiến của Constantinople năm 330 đã tạo ra một trung tâm nghệ thuật cách tân tuyệt vời cho vùng phía đông của Đế quốc, và cũng là món quà đặc biệt dành cho Kitô giáo. Các trường phái nghệ thuật truyền thống khác phát triển hưng thịnh ở các thành phố đối thủ của  Constantinople như  Alexandria, Antioch và Rome, nhưng mãi cho đến khi tất cả các thành phố này sụp đổ - hai thành phố đầu tiên vào tay Ả Rập và Rome vào tay người Goth - Constantinople mới thiết lập được thế độc tôn cho mình.
Constantine đã cống hiến hết mình cho việc trang trí Constantinople, tô điểm các khu vực trong  thủ đô bằng những bức tượng cổ  và xây dựng một quảng trường vĩ đại được tô điểm bằng một cây cột làm bằng đá pocfia, phía trên cây cột đó là bức tượng của chính ông. Các nhà thờ lớn ở Constantinopolitan được xây dựng dưới thời Constantine và con trai của ông, Constantius II, bao gồm các nền tảng ban đầu của Hagia Sophia và Church of the Holy Apostles..
Dự án thi công công trình  tiếp theo ở Constantinople được tài trợ bởi Theodosius I. Tượng đài duy nhất còn sót lại của thời kỳ này là bức the obelisk and base được Theodosius dựng lên bên trong Hippodrome  với đĩa bạc lớn mang tên Missorium of Theodosius I, đại diện cho các ví dụ kinh điển của cái được gọi là "Phục hưng Theodosian". Nhà thờ của tuổi đời cao nhất còn  tồn tại ở Constantinople là Vương cung thánh đường Thánh John tại Tu viện Stoudios, được xây dựng vào thế kỷ V.

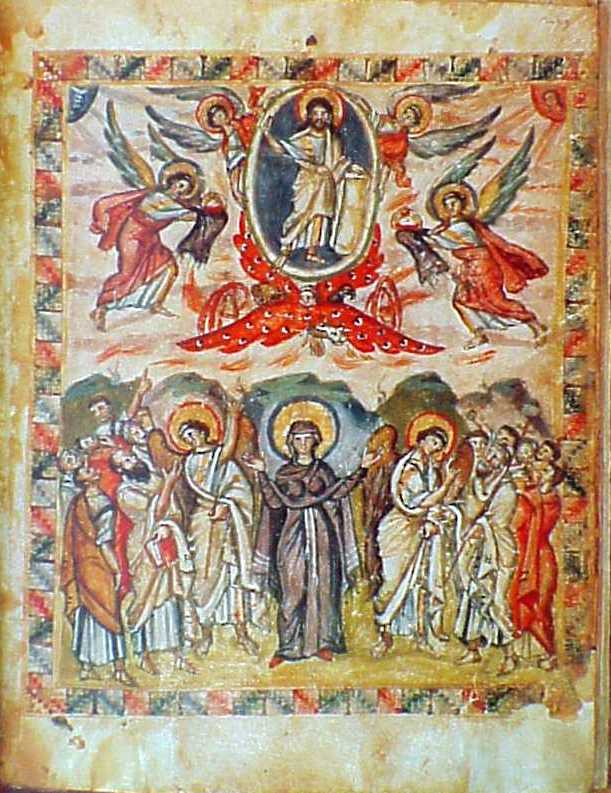
Tác phẩm Tin mừng Rabula thế kỷ thứ 6 (một Phúc âm Syzac Byzantine) thể hiện bản chất trừu tượng và mang tính biểu tượng của nghệ thuật Byzantine.

Do việc trùng tu và phá hủy diễn ra liên tục, tương đối ít di tích Constantinopolitan của thời kỳ đầu này còn tồn tại. Tuy nhiên, sự phát triển hoành tráng  của nghệ thuật Byzantine thời kì đầu vẫn có thể được tìm thấy thông qua các kiến trúc còn sót lại ở các thành phố khác. Ví dụ, các nhà thờ đầu tiên quan  được tìm thấy ở Rome (bao gồm Santa Sabina và Santa Maria Maggiore), và ở Thessaloniki (Rotunda và Acheiropoietos Basilica).
Một số bản thảo quan trọng đã được biên dịch cả thiêng liêng lẫn thế tục, vẫn tồn tại từ thời kỳ đầu đến nay. Các nghệ sĩ trong giai đoạn này, bao gồm Virgil (được đại diện bởi bức Vergilius Vaticanus  và Vergilius Romanus)  và Homer (được đại diện bởi bứcAmbrosian Iliad), được minh họa bằng các bức tranh tường thuật. Các bản thảo Kinh Thánh được đã biên dịch trong thời kỳ này chỉ tồn tại trong các mảnh vỡ: ví dụ, mảnh Quedlinburg Itala là một mảnh nhỏ của bản sao hoàn thiện của tác phẩm  1 Kings.
Nghệ thuật Byzantine thời kỳ đầu cũng được đánh dấu bằng sự khai thác triệt để nghệ thuật điêu khắc ngà voi.  Tranh xếp bằng ngà voi (diptychs), thường được làm một cách công phu, và thường được tặng cho các tân đại sứ tại đại sứ quán. Đĩa bạc là một hình thức quan trọng khác của nghệ thuật thượng lưu: Một trong số những thứ xa hoa nhất từ thời kỳ này là Missorium of Theodosius I. Sarcophagi tiếp tục được sản xuất với số lượng lớn.

### Thời kì Justinian I

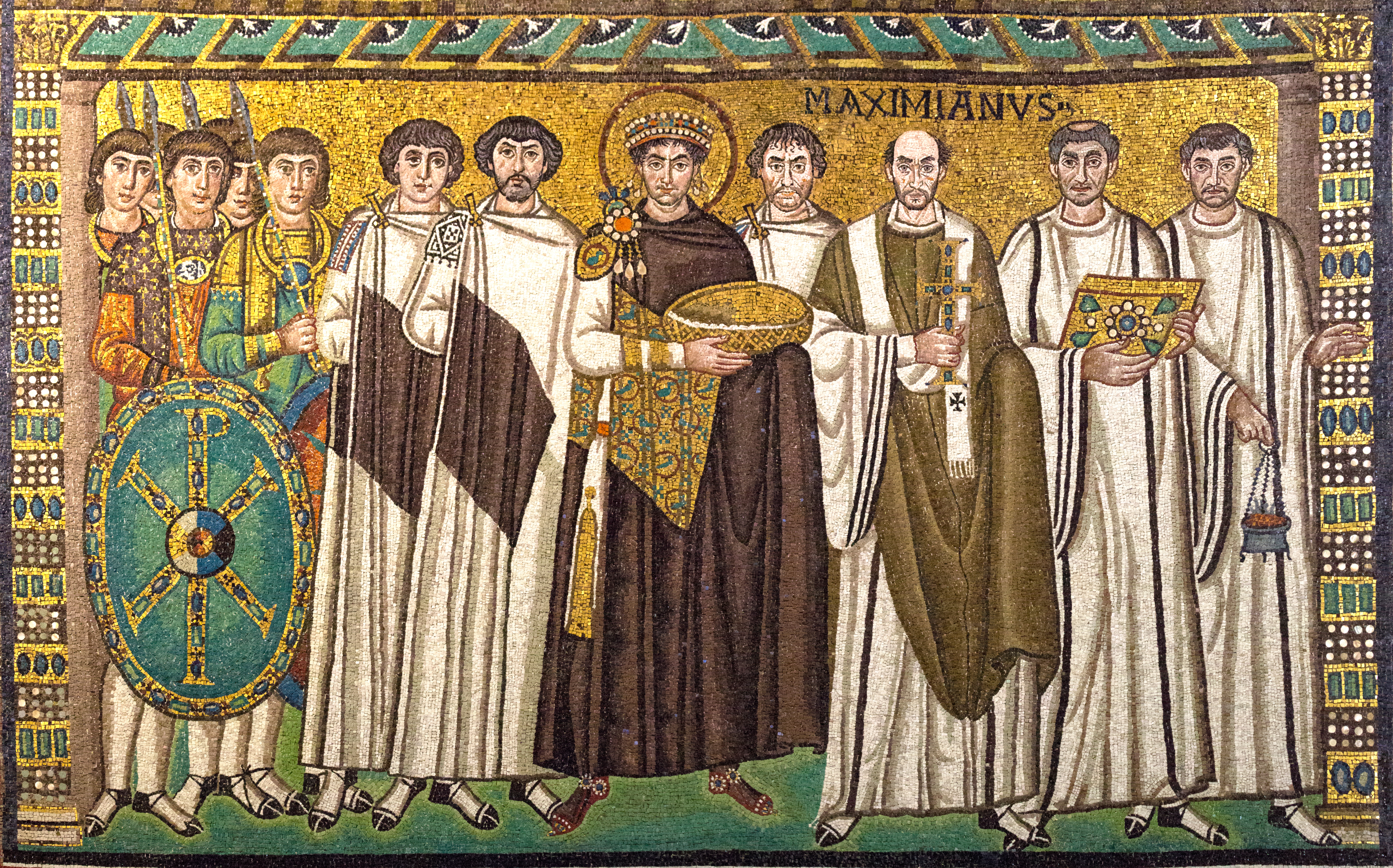
Bức khảm ở San Vitale, Ravenna. Hoàng đế Justinian và Giám mục Maximian, đứng giữa các giáo sĩ và binh lính.

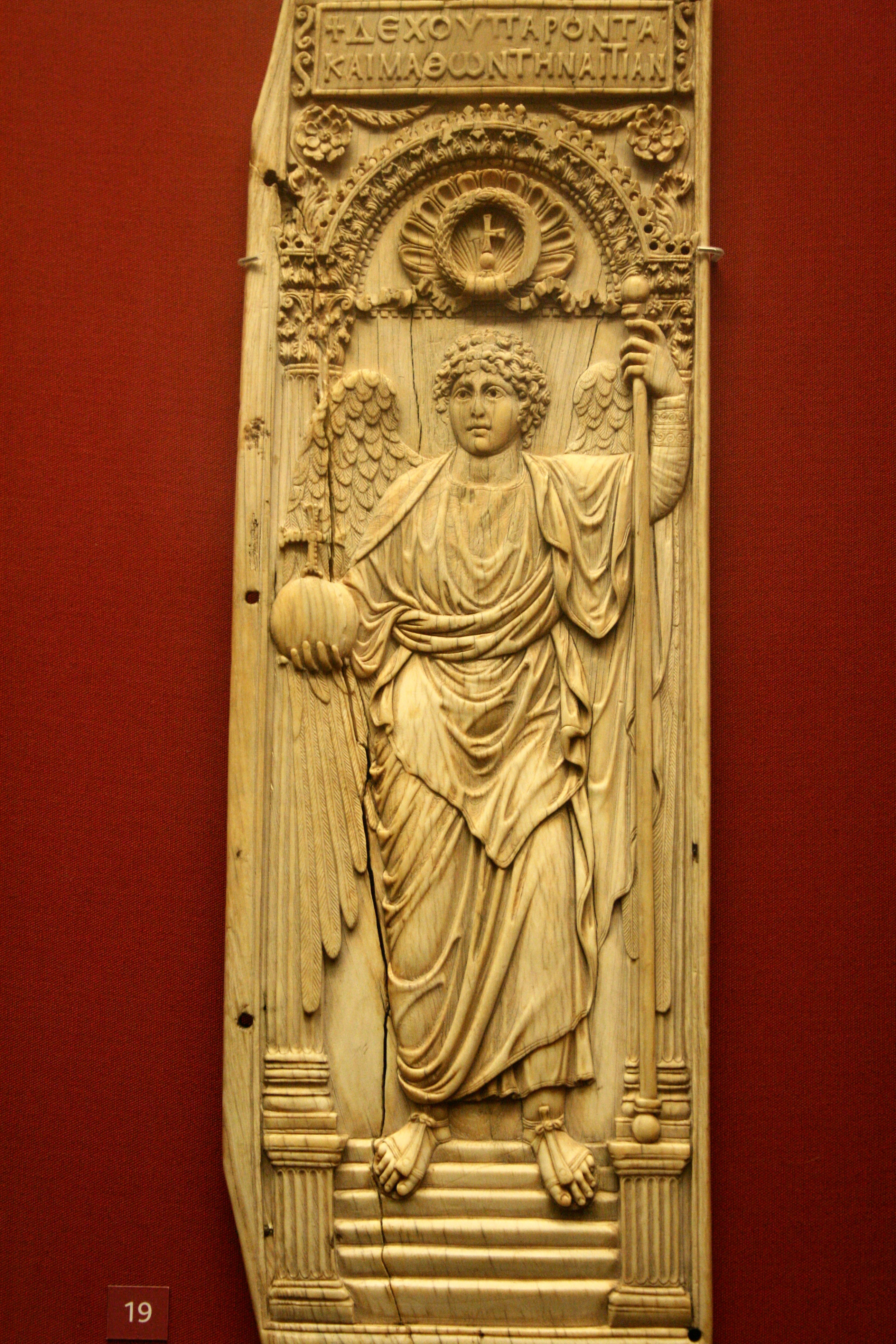
Archangel ngà của đầu thế kỷ thứ 6 từ Constantinople

Những thay đổi đáng kể trong nghệ thuật Byzantine xảy ra trong triều đại của Justinian I (527-565). Justinian dành phần lớn tài nguyên, thời gian, công sức để tái chiếm Ý, Bắc Phi và Tây Ban Nha. Ông cũng đặt nền móng cho chủ nghĩa quân chủ chuyên chế cho đế quốc thuộc nhà nước Byzantine, pháp điển hóa luật pháp và dùng thiết quân luật áp đặt quan điểm tôn giáo lên toàn thể thần dân của mình.
Một thành phần quan trọng trong dự án cải tạo đế quốc của Justinian là chương trình xây dựng quy mô lớn, được mô tả trong cuốn sách "the Buildings", được viết bởi nhà sử học thuộc vương triều Justinian, Procopius. Justinian đã cải tạo, xây dựng lại hoặc thành lập một số nhà thờ mới ở Constantinople, bao gồm Hagia Sophia, đã bị phá hủy trong cuộc bạo loạn Nika, Nhà thờ các Tông đồ, và Nhà thờ Saints Sergius và Bacchus. Justinian cũng đã xây dựng một số nhà thờ và công sự bên ngoài thủ đô, bao gồm Tu viện Saint Catherine trên Núi Sinai ở Ai Cập, Vương cung thánh đường Thánh Sofia ở Sofia và Vương cung thánh đường Thánh John ở Ephesus.

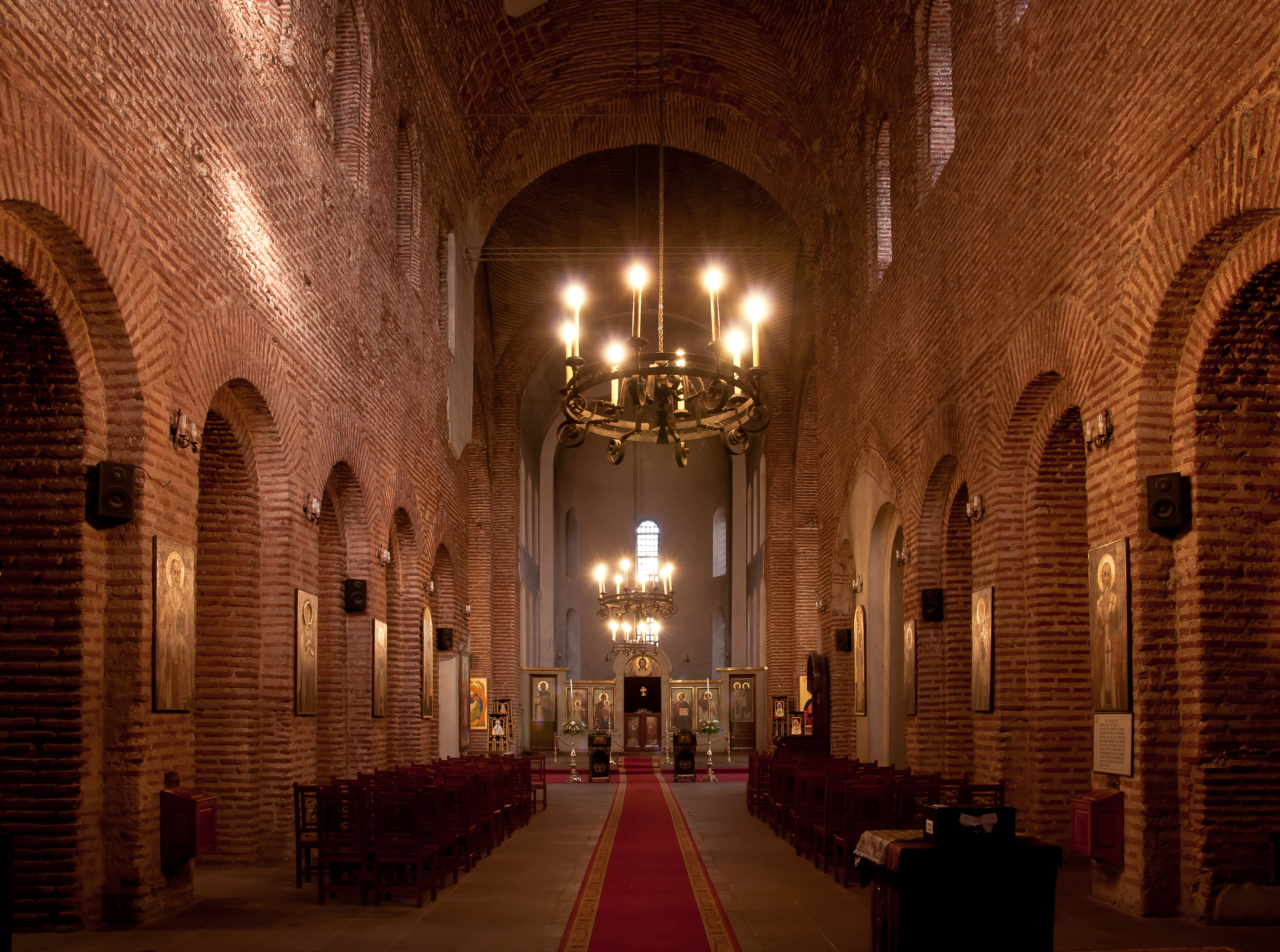
Gian giữa nhà thờ thánh Sofia

Một số nhà thờ lớn của thời kỳ này đã được xây dựng tại các tỉnh bởi các giám mục địa phương, bắt chước các nền tảng Constantinopolitan mới. Vương cung thánh đường San Vitale ở Ravenna, được xây dựng bởi Đức cha Maximianus.  Vương cung thánh đường San Vitale khoác lên mình vẻ đẹp lung linh của  những bức khảm về Justinian và hoàng hậu của ông, Theodora, mặc dù cả hai chưa từng đến thăm nhà thờ. Nhà thờ Euphrasian ở Poreč  cũng rất đáng chú ý.
Những công cuộc khai quật khảo cổ thế kỷ 19 và 20 đã thu về được một lượng lớn các bức tranh khảm Byzantine đời đầu ở Trung Đông. Các tỉnh phía đông của Đông La Mã và sau đó là Đế chế Byzantine được thừa hưởng một truyền thống nghệ thuật mạnh mẽ từ thời Cổ đại. Nghệ thuật khảm của Kitô giáo phát triển mạnh ở khu vực này từ thế kỷ thứ IV  trở đi. Truyền thống làm tranh khảm được thực hiện trong thời đại Umayyad cho đến cuối thế kỷ thứ 8. Những ví dụ quan trọng nhất còn sót lại là Bản đồ Madaba, bức tranh khảm  Núi Nebo, Tu viện Saint Catherine và Nhà thờ St Stephen ở thành phố cổ Kastron Mefaa (nay là Umm ar-Rasas).
Các bản thảo Kinh Thánh đầu tiên được trang trí có niên đại từ nửa đầu thế kỷ thứ sáu, đáng chú ý nhất là  Vienna Genesis, Rossano Gospels, và Sinope Gospels. Vienna Dioscurides là một chuyên luận thực vật được minh họa xa hoa, thường được dùng làm quà cho các quý tộc Byzantine Julia Anicia.
Các tác phẩm điêu khắc ngà voi quan trọng của thời kỳ này bao gồm ngà voi Barberini, được cho là tác phẩm điêu khắc chân dung Justinian, và ngà Archangel trong Bảo tàng Anh. Đĩa bạc tiếp tục được trang trí với những cảnh được vẽ từ thần thoại cổ điển; ví dụ, một chiếc đĩa được trưng bày bên trong Cabinet des Médailles, Paris, mô tả lại sự kiện Hercules đang tay không chiến đấu với con sư tử Nemean.

### Cuộc khủng hoảng thế kỷ thứ bảy

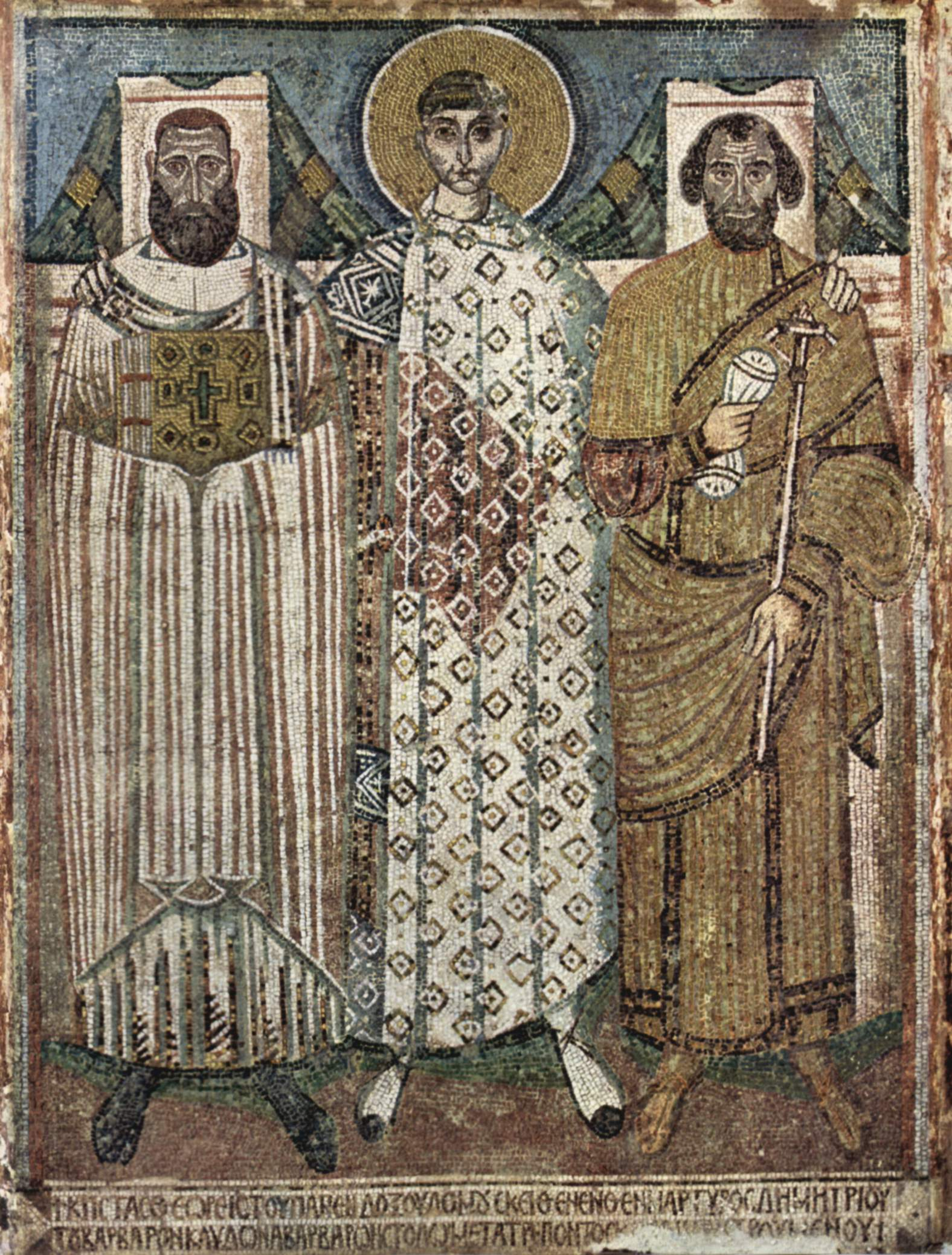
Bức khảm từ nhà thờ Hagios Demetrios ở Thessaloniki, cuối thế kỷ thứ 7 hoặc đầu thế kỷ thứ 8, cho thấy Thánh Demetrios với giám mục và tổng giám mục

Thời đại của Justinian được theo sau bởi một sự suy giảm chính trị, vì hầu hết các cuộc chinh phạt của Justinian đã bị mất và Đế quốc phải đối mặt với cuộc khủng hoảng cấp tính với các cuộc xâm lược của người Avars, Slavs, Ba Tư và Ả Rập trong thế kỷ thứ 7. Constantinople cũng bị phá hủy bởi xung đột tôn giáo và chính trị.
Các dự án hoành tráng còn tồn tại quan trọng nhất trong thời kỳ này được thực hiện bên ngoài thủ đô. Nhà thờ Hagios Demetrios ở Thessaloniki đã được xây dựng lại sau một vụ hỏa hoạn vào giữa thế kỷ thứ bảy. Các phần mới bao gồm khảm được thực hiện theo phong cách trừu tượng đáng chú ý. Nhà thờ Koimesis ở Nicaea (Iznik ngày nay), bị phá hủy vào đầu thế kỷ 20 nhưng được ghi lại qua các bức ảnh, cho thấy sự tồn tại đồng thời của một phong cách trang trí nhà thờ cổ điển hơn. Các nhà thờ ở Rome, vẫn là lãnh thổ của Byzantine trong thời kỳ này, cũng bao gồm các chương trình trang trí quan trọng còn sót lại, đặc biệt là Santa Maria Antiqua, Sant'Agnese fuori le mura và Nhà thờ San Venanzio ở San Giovanni ở Laterano. Các nghệ nhân khảm Byzantine có lẽ cũng góp phần vào việc trang trí các di tích đầu tiên của Umayyad, bao gồm Mái vòm đá ở Jerusalem và Nhà thờ Hồi giáo Lớn Damascus.
Các tác phẩm nghệ thuật xa xỉ quan trọng từ thời kỳ này bao gồm các tấm David bạc, được sản xuất dưới triều đại của Hoàng đế Heraclius, và mô tả các cảnh trong cuộc đời của vua David Do Thái. Các bản thảo còn sót lại đáng chú ý nhất là các sách phúc âm Syriac, như cái gọi là Kinh thánh Syriac của Paris. Tuy nhiên, Bàn Canon London chứng kiến việc tiếp tục sản xuất những cuốn sách phúc âm xa hoa bằng tiếng Hy Lạp.
Thời kỳ giữa Justinian và iconoclasm đã chứng kiến những thay đổi lớn trong vai trò xã hội và tôn giáo của hình ảnh trong Byzantium. Sự tôn kính của acheiropoieta, hay những hình ảnh thần thánh "không phải do bàn tay con người tạo ra" đã trở thành một hiện tượng quan trọng, và trong một số trường hợp, những hình ảnh này được ghi nhận là cứu các thành phố khỏi sự tấn công của quân đội. Vào cuối thế kỷ thứ bảy, một số hình ảnh của các vị thánh đã được xem là "cửa sổ" mà qua đó người ta có thể giao tiếp với hình vẽ được mô tả. Proskynesis trước khi hình ảnh cũng được chứng thực trong các văn bản từ cuối thế kỷ thứ bảy. Những phát triển này đánh dấu sự khởi đầu của một nền thần học của các biểu tượng.
Đồng thời, cuộc tranh luận về vai trò thích hợp của nghệ thuật trong việc trang trí nhà thờ tăng cường. Ba canons Lưu trữ ngày 22 tháng 9 năm 2014 tại Wayback Machine của Hội đồng Quinisext của 692 đã giải quyết các tranh cãi trong lĩnh vực này: cấm thể hiện thánh giá trên vỉa hè nhà thờ (Canon 73), cấm đại diện của Chúa Kitô là con chiên (Canon 82) và lệnh cấm chung đối với "hình ảnh, cho dù chúng ở trong tranh vẽ hay theo cách nào đã từng thu hút con mắt và làm hỏng tâm trí, và kích động nó vào sự mê hoặc của những thú vui cơ bản "(Canon 100).

### Khủng hoảng xã hội, trào lưu phá bỏ ngẫu tượng.

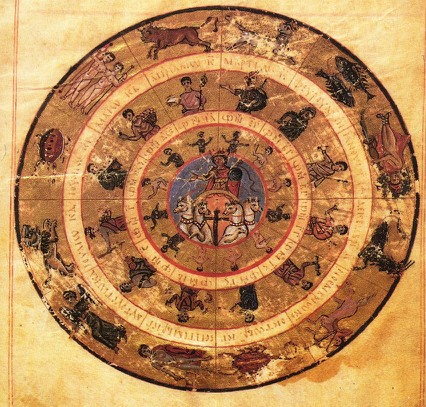
Helios trong cỗ xe của mình, được bao quanh bởi các biểu tượng của các tháng và cung hoàng đạo. Từ Vát. Gr. 1291, "Bàn tiện dụng" của Ptolemy, được sản xuất dưới triều đại Constantine V

Cuộc tranh luận gay gắt về vai trò của nghệ thuật trong việc thờ phượng cuối cùng đã dẫn đến thời kỳ " biểu tượng Byzantine ". Sự bùng phát lẻ tẻ của biểu tượng hình tượng trên một phần của các giám mục địa phương được chứng thực ở Tiểu Á trong những năm 720. Năm 726, một trận động đất dưới nước giữa các đảo Thera và Therasia đã được Hoàng đế Leo III giải thích là một dấu hiệu của sự tức giận của Thiên Chúa, và có thể đã khiến Leo loại bỏ một biểu tượng nổi tiếng của Chúa Kitô khỏi Cổng Chalke bên ngoài cung điện hoàng gia. Tuy nhiên, iconoclasm có lẽ đã không trở thành chính sách của đế quốc cho đến thời trị vì của con trai Leo, Constantine V. Hội đồng Hieria, được triệu tập dưới Constantine năm 754, đã cấm sản xuất các biểu tượng của Chúa Kitô. Điều này đã tạo nên thời kỳ Iconoclastic, kéo dài cho đến năm 843.
Trong khi trào lưu phá bỏ ngẫu tượng hạn chế nghiêm trọng vai trò của nghệ thuật tôn giáo, và dẫn đến việc loại bỏ một số kiến trúc apse đời đầu và (có thể) phá hủy một số lượng nhỏ các biểu tượng di động, nó không bao giờ cấu thành lệnh cấm hoàn toàn đối với việc sản xuất nghệ thuật tượng hình. Các nguồn văn học phong phú cho thấy nghệ thuật thế tục (tức là cảnh săn bắn và mô tả các trò chơi trong trường đua hà mã) tiếp tục được sản xuất, và một vài tượng đài có thể được bảo tồn an toàn (đáng chú ý nhất là bản thảo của Ptolemy "Handy Tables" hôm nay được tổ chức bởi Vatican ) chứng minh rằng các nghệ sĩ ở thành đô vẫn duy trì được chất lượng sản phẩm ở mức cao.
Các nhà thờ lớn có thâm niên trong thời kỳ này bao gồm Hagia Eirene ở Constantinople, được xây dựng lại vào những năm 760 sau khi trận động đất 740 Constantinople bị phá hủy. Nội thất của Hagia Eirene, không thể nổi bật hơn là một cây thánh giá khổng lồ đặt giữa nhà thờ, là một trong những biểu tượng được bảo tồn tốt nhất trong số nội thất của các nhà thờ nhà thờ. Nhà thờ Hagia Sophia ở Thessaloniki cũng được xây dựng lại vào cuối thế kỷ thứ 8.
Một số nhà thờ được xây dựng bên ngoài đế chế trong thời kỳ này, nhưng được trang trí theo phong cách tượng trưng, "Byzantine", cũng có thể làm bằng chứng cho thấy hoạt động của các nghệ sĩ Byzantine diễn ra liên tục. Đặc biệt quan trọng trong vấn đề này là những bức tranh khảm nguyên bản của Nhà nguyện Palatine ở Aachen (kể từ khi bị phá hủy hoặc được khôi phục nguyên vẹn) và những bức bích họa trong Nhà thờ Maria foris portas ở Castelseprio.

### Nghệ thuật của người Macedonia

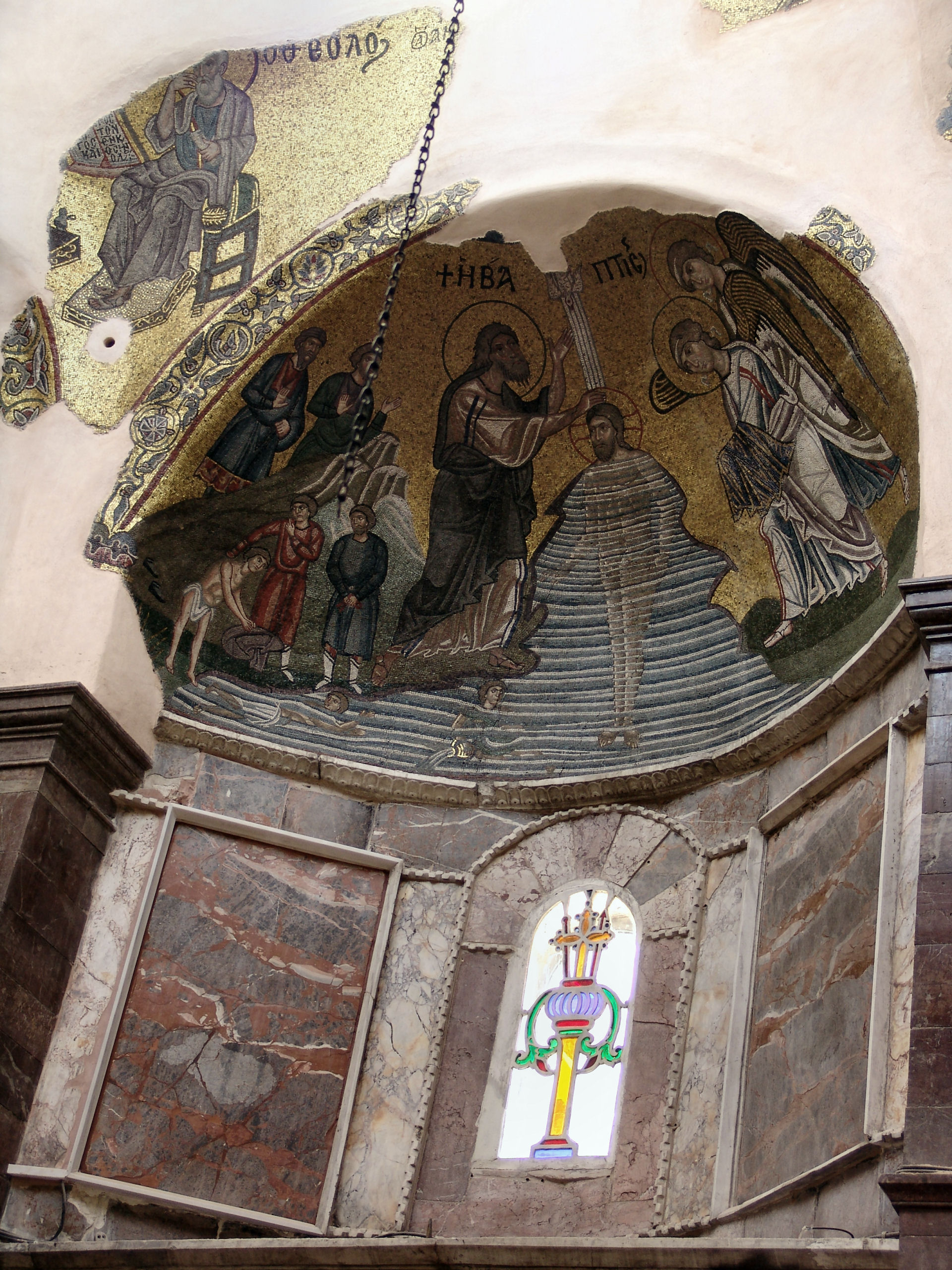
Mosaics của Nea Moni của Chios (thế kỷ 11)

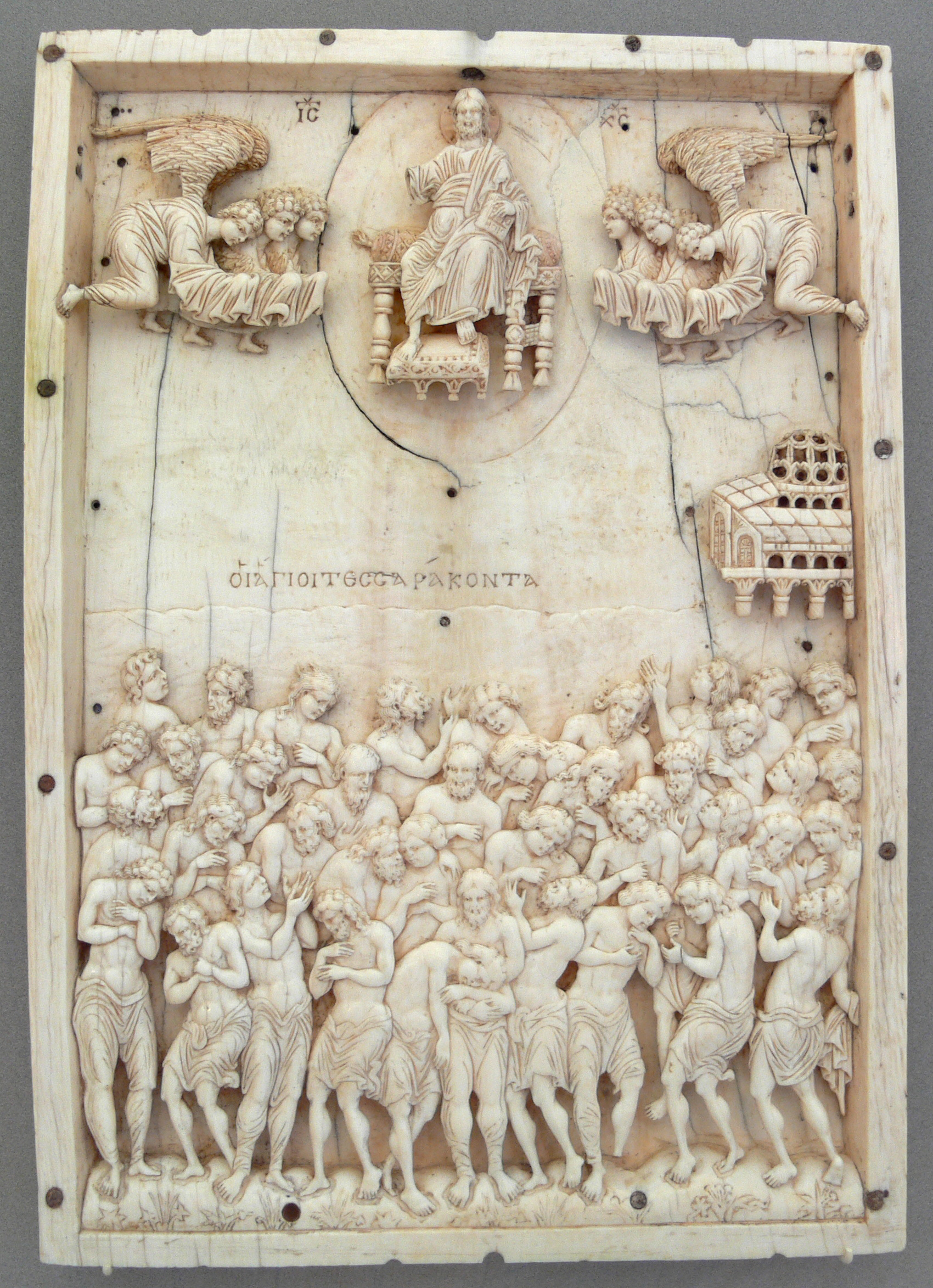
Một ví dụ về nghệ thuật điêu khắc ngà thời kỳ Macedonia từ Constantinople: Bốn mươi vị tử đạo, hiện đang ở Bảo tàng Bode, Berlin

Các phán quyết của Hội đồng Hieria đã bị đảo ngược bởi tân hội đồng vào năm 843, được tổ chức cho đến ngày nay tại Nhà thờ Chính thống Đông phương là "Chiến thắng của Chính thống giáo". Vào năm 867, việc lắp đặt một bức tranh khảm apse mới ở Hagia Sophia mô tả Trinh nữ và trẻ em đã được Tổ sư Photios tổ chức trong một bài giảng nổi tiếng như một chiến thắng trước những tệ nạn của biểu tượng. Cuối năm đó, Hoàng đế Basil I, được gọi là "người Macedonia", lên ngôi; kết quả là giai đoạn sau của nghệ thuật Byzantine đôi khi được gọi là " Phục hưng của người Macedonia ", mặc dù thuật ngữ này có vấn đề gấp đôi (nó không phải là " tiếng Macedonia ", hay nói đúng ra là " Phục hưng ").
Vào thế kỷ thứ 9 và 10, tình hình quân sự của Đế quốc được cải thiện và số người  ủng hộ cũng như bảo trợ cho nghệ thuật và kiến trúc ngày một tăng. Các nhà thờ mới đã được đưa vào vận hành, hình thức kiến trúc tiêu chuẩn (" hình vuông chéo ") và sơ đồ trang trí của nhà thờ Middle Byzantine đã được tiêu chuẩn hóa. Những ví dụ  còn tồn tại bao gồm Hosios Loukas ở Boeotia, Tu viện Daphni gần Athens và Nea Moni trên Chios.
Sự quan tâm đến việc mô tả các chủ đề từ thần thoại cổ điển (như trên Veroli Casket) và sử dụng phong cách "cổ điển" để mô tả các chủ đề tôn giáo đang dần được hồi sinh, đặc biệt là Cựu Ước (Old Testament) (trong đó Paris Psalter và Joshua Cuộn là những ví dụ quan trọng).
Thời kỳ Macedonia cũng đã chứng kiến sự hồi sinh của kỹ thuật chạm khắc  ngà cổ xưa. Nhiều bộ Tam liên họa từ ngà voi và những bộ diptych  vẫn còn được lưu lại, như Harbaville Triptych và một bộ Tam liên họa tại Luton Hoo, có niên đại từ triều đại Nicephorus Phocas.

### Thời kì Komnvian

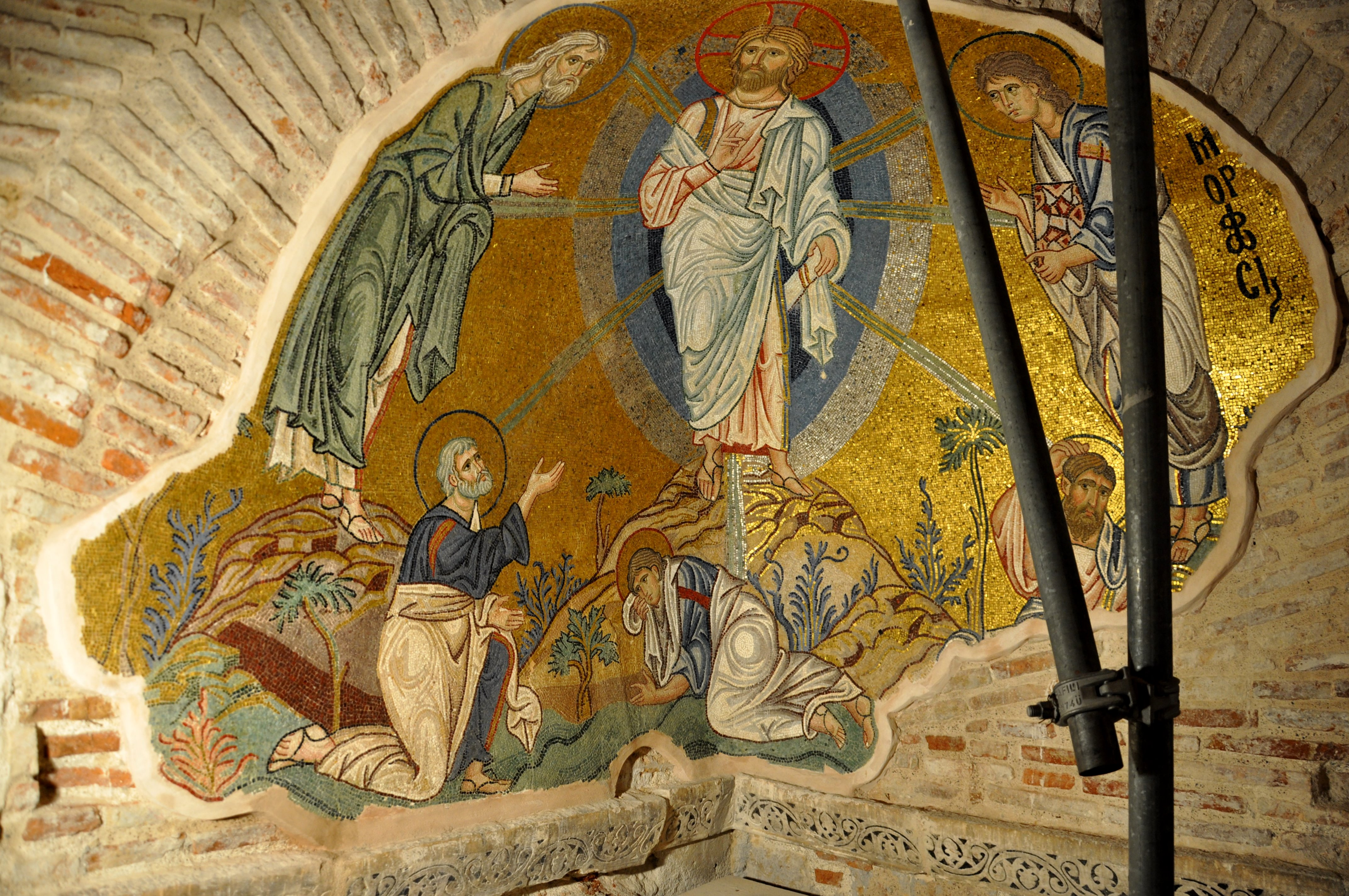
Khảm của Tu viện Daphni (khoảng năm 1100)

Các hoàng đế người Macedonia được theo sau bởi triều đại Komnvian, bắt đầu với triều đại của Alexios I Komnenos vào năm 1081. Byzantium gần đây đã phải chịu một giai đoạn trật khớp nghiêm trọng sau Trận Manzikert năm 1071 và sau đó là sự mất mát của Tiểu Á đối với người Thổ Nhĩ Kỳ. Tuy nhiên, Komnenoi mang lại sự ổn định cho đế chế (1081 Ném1185) và trong suốt thế kỷ thứ mười hai, chiến dịch hăng hái của họ đã làm rất nhiều để khôi phục lại vận may của đế chế. Komnenoi là những người bảo trợ tuyệt vời cho nghệ thuật, và với sự hỗ trợ của họ, các nghệ sĩ Byzantine tiếp tục di chuyển theo hướng chủ nghĩa nhân văn và cảm xúc lớn hơn, trong đó Theotokos của Vladimir, chu kỳ khảm ở Daphni và tranh tường tại Nerezi là những ví dụ quan trọng. Điêu khắc ngà và các phương tiện nghệ thuật đắt tiền khác dần dần nhường chỗ cho các bức bích họa và biểu tượng, lần đầu tiên nó trở nên phổ biến rộng rãi trên toàn Đế chế. Ngoài các biểu tượng được sơn, còn có các giống khác - đáng chú ý là khảm và gốm.
Một số tác phẩm Byzantine tốt nhất trong thời kỳ này có thể được tìm thấy bên ngoài Đế chế: trong các bức tranh khảm của Gelati, Kiev, Torcello, Venice, Monreale, Cefalù và Palermo. Chẳng hạn, Vương cung thánh đường St Mark của Venice, bắt đầu vào năm 1063, dựa trên Nhà thờ các Tông đồ vĩ đại ở Constantinople, hiện đã bị phá hủy, và do đó là tiếng vang của thời đại Justinian. Thói quen tiếp thu của người Venice có nghĩa là vương cung thánh đường cũng là một bảo tàng tuyệt vời của các tác phẩm nghệ thuật Byzantine thuộc mọi loại (ví dụ: Pala d'Oro).

### Bộ sưu tập những chiếc quan tài bằng ngà của thời đại Macedonia

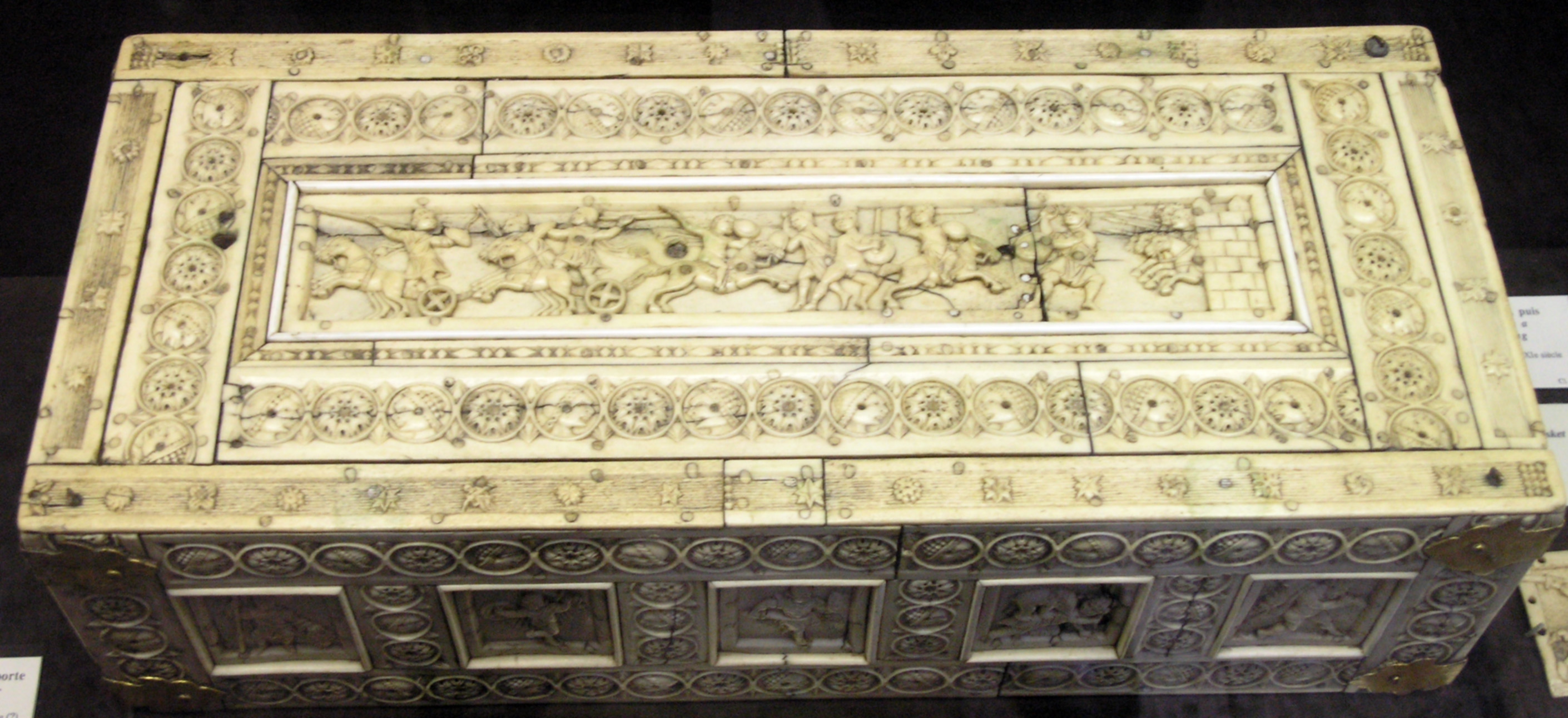
Từ năm 900 đến 1100, Musée national du Moyen Âge
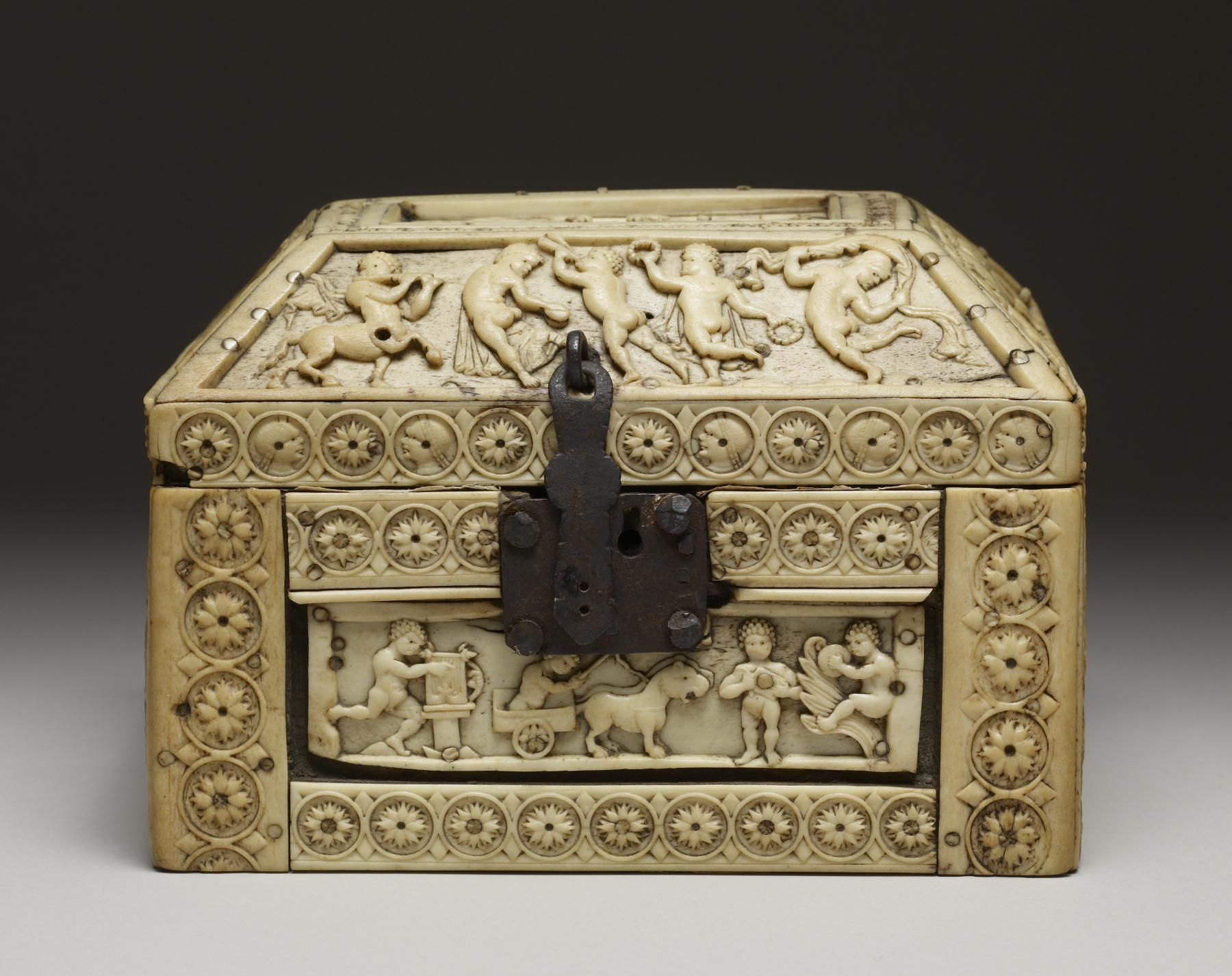
Được khắc lên hình ảnh của thần Cupids (thế kỷ thứ 10), Bảo tàng nghệ thuật Walters
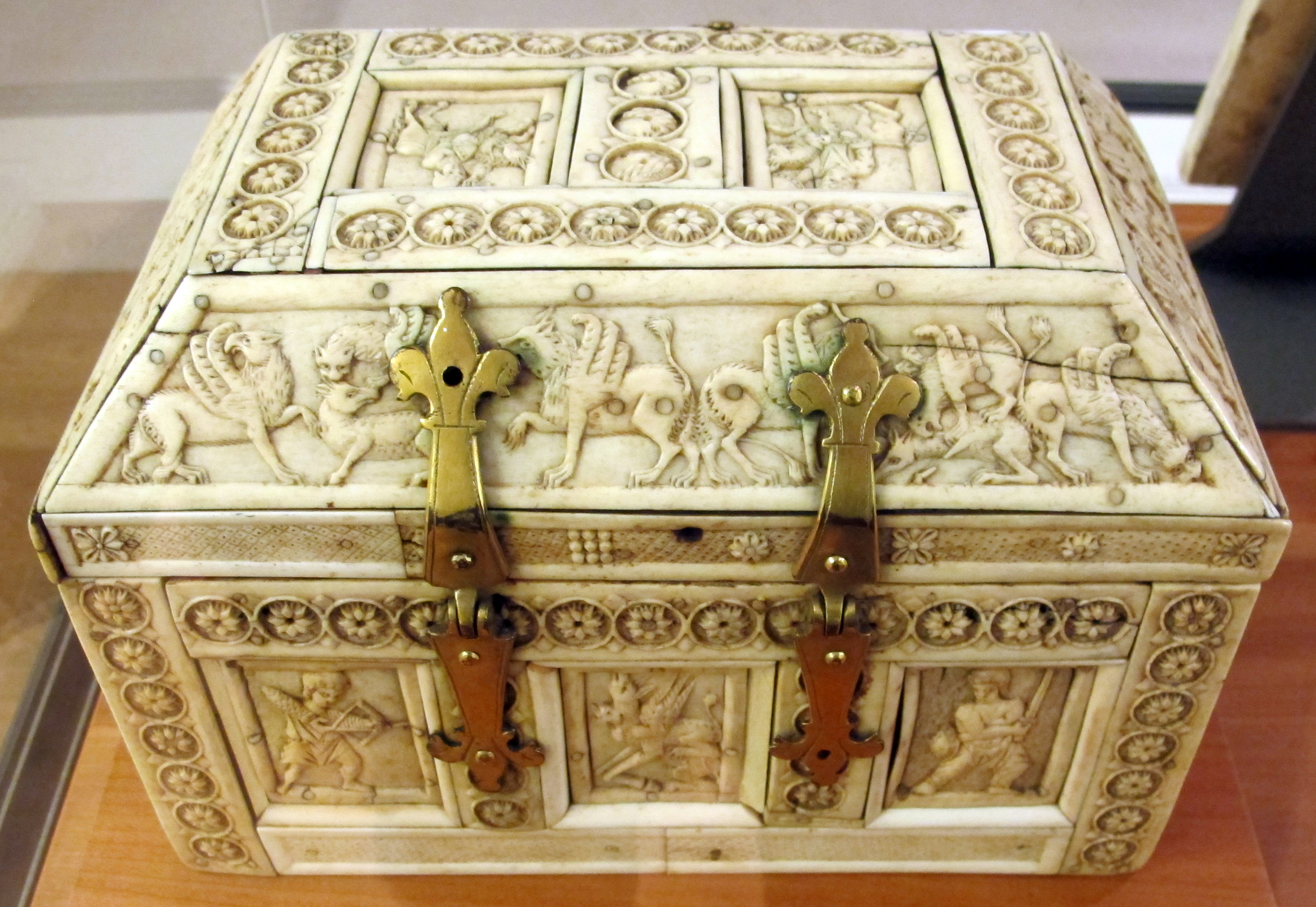
Thế kỷ 10-11, Petit Palais
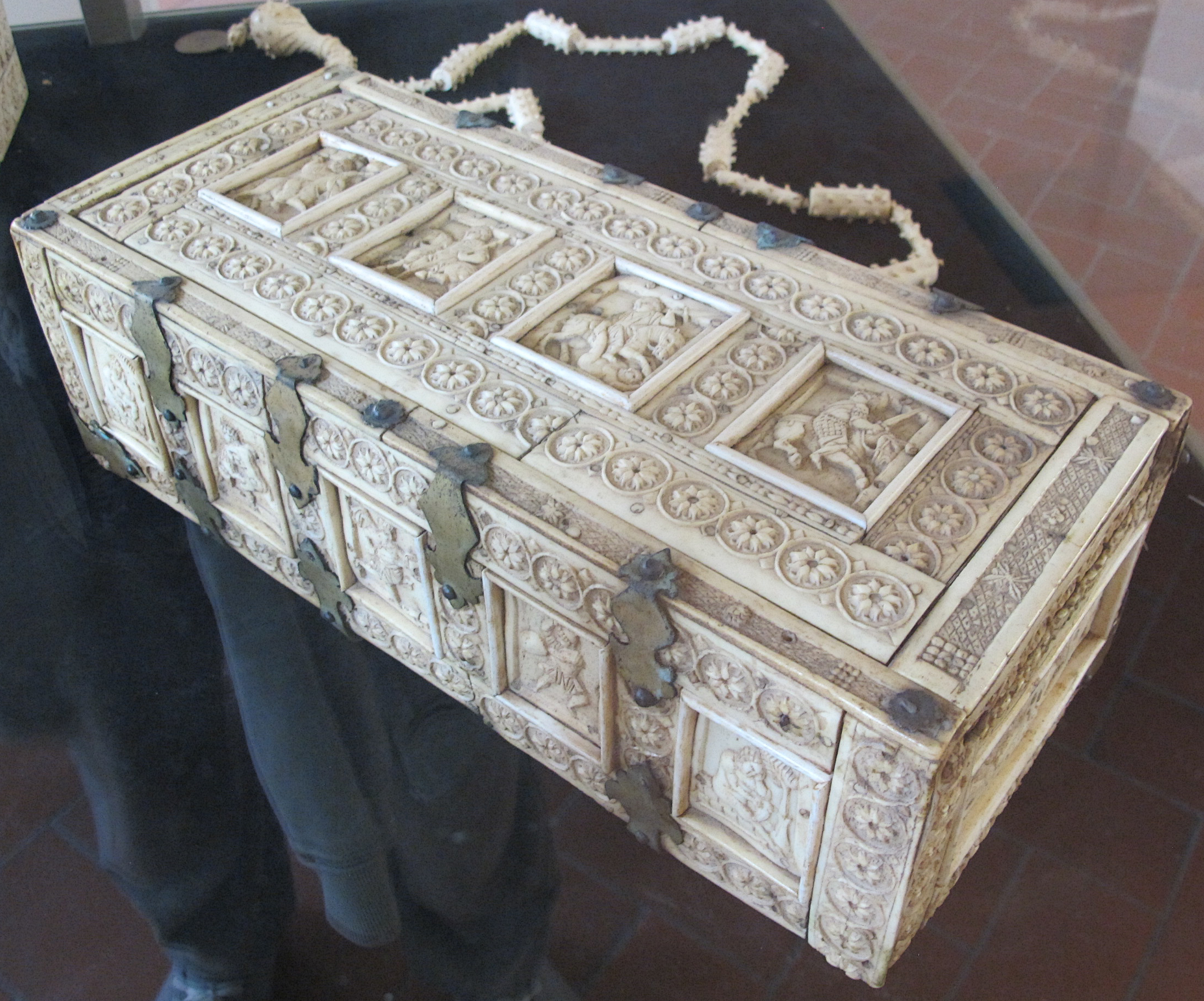
Thế kỷ 11-12, Bảo tàng Nazionale d'rte Medievale e Moderna (Arezzo)

### Thời kì Palaeologan

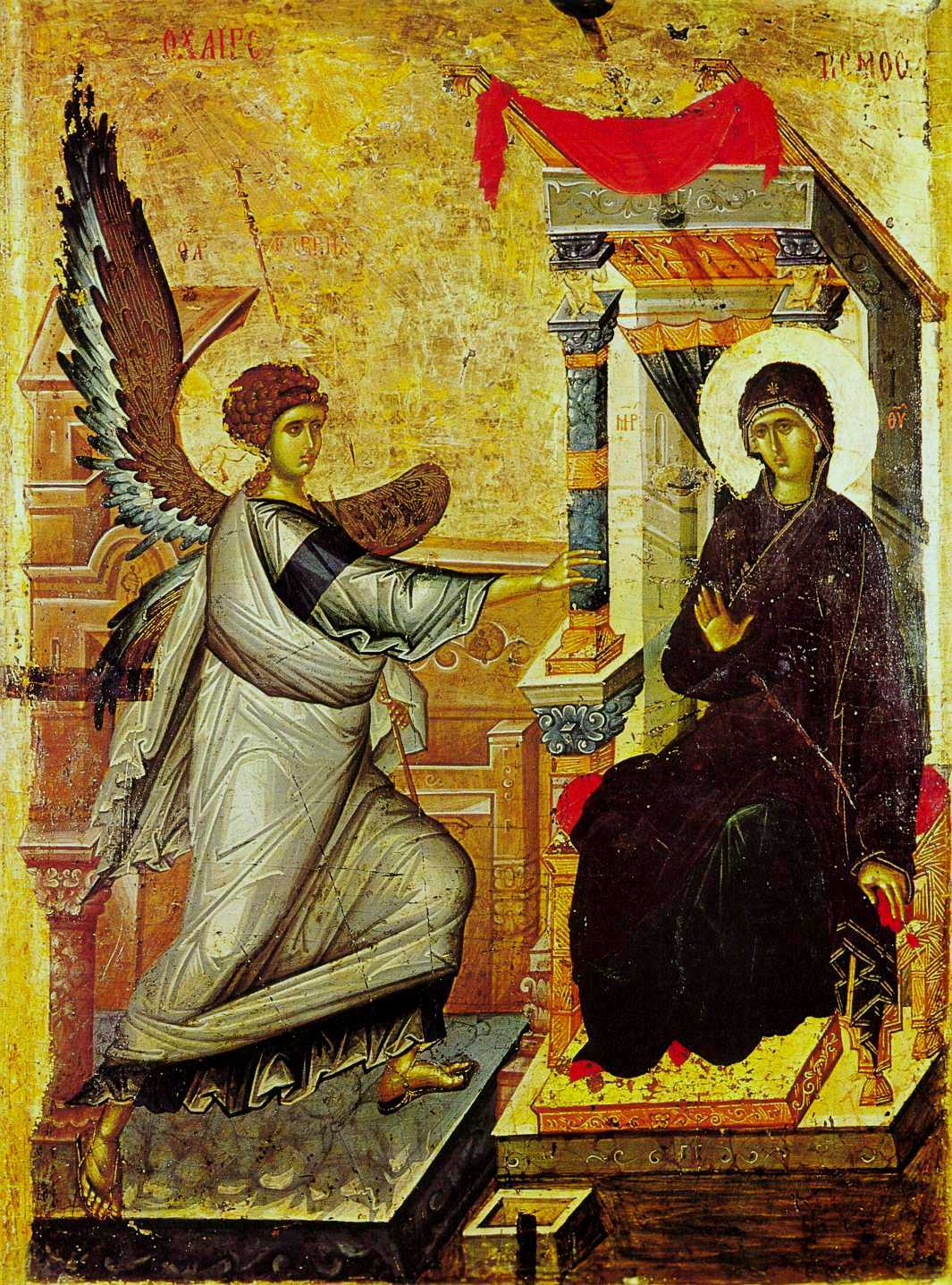
The Annunciation của Ohrid, một trong những biểu tượng được ngưỡng mộ nhất mang phong cách Paleologan, tác phẩm này thường được so sánh với những kiệt tác của các nghệ sĩ người Ý đương thời.

Truyền thống chính trị của La Mã  được lưu truyền qua nhiều thế kỉ và nền văn minh Hy Lạp đã cuối cùng cũng phải trải qua một cuộc khủng hoảng vào năm 1204 với việc các hiệp sĩ Venetian và Pháp choảng nhau cuộc Thập tự chinh thứ tư, một thảm họa mà mặc dù Đế quốc đã  có thể phục hồi vào năm 1261, song lại phải đối mặc với tình trạng suy yếu nghiêm trọng. Sự phá hủy bằng cách phá bỏ hoặc bỏ bê kiến trúc công cộng của thành phố nói riêng đã khiến chúng ta hao hụt rất nhiều kiến thức về nghệ thuật Byzantine.
Mặc dù Byzantines giành lại thành phố vào năm 1261, Đế chế sau đó đã trở thành một quốc gia nhỏ bé và yếu đuối chỉ giới hạn ở bán đảo Hy Lạp và các đảo Aegean. Tuy nhiên, trong suốt nửa thế kỷ lưu vong của họ, dòng chảy lớn cuối cùng của thuyết Hy Lạp cổ đại bắt đầu. Khi Nicaea nổi lên như là trung tâm của phe đối lập dưới thời hoàng đế Laskaris, nó đã tạo ra một sự phục hưng, thu hút các học giả, nhà thơ và nghệ sĩ từ khắp thế giới Byzantine. Một tòa án lấp lánh nổi lên khi giới trí thức bị phế truất được tìm thấy ở phía Hy Lạp trong truyền thống của họ, một niềm tự hào và bản sắc không được đáp ứng bởi sự liên kết với kẻ thù "Latin" đáng ghét. Với việc chiếm lại thủ đô dưới triều đại Palaeologan mới, các nghệ sĩ Byzantine đã phát triển mối quan tâm mới về phong cảnh và cảnh mục vụ, và tác phẩm khảm truyền thống (trong đó Nhà thờ Chora ở Constantinople là ví dụ tuyệt vời nhất) dần dần nhường chỗ cho các chu kỳ chi tiết các bức bích họa tường thuật (được chứng minh trong một nhóm lớn các nhà thờ Mystras). Các biểu tượng, đã trở thành một phương tiện được ưa chuộng để thể hiện nghệ thuật, được đặc trưng bởi một thái độ ít khắc khổ hơn, sự đánh giá cao mới về chất lượng trang trí thuần túy của hội họa và sự chú ý tỉ mỉ đến các chi tiết, nói chung là tên phổ biến của Chủ nghĩa Paleologan trong thời kỳ nói chung.
Venice đến để kiểm soát Byzantine Crete vào năm 1212 và truyền thống nghệ thuật của Byzantine tiếp tục lâu sau cuộc chinh phạt của Ottoman về quốc gia kế vị Byzantine cuối cùng vào năm 1461. Trường phái Cretan, như ngày nay được biết đến, dần dần đưa các yếu tố phương Tây vào phong cách của nó, và xuất khẩu số lượng lớn các biểu tượng sang phương Tây. Nghệ sĩ nổi tiếng nhất của truyền thống là El Greco.

## Di sản

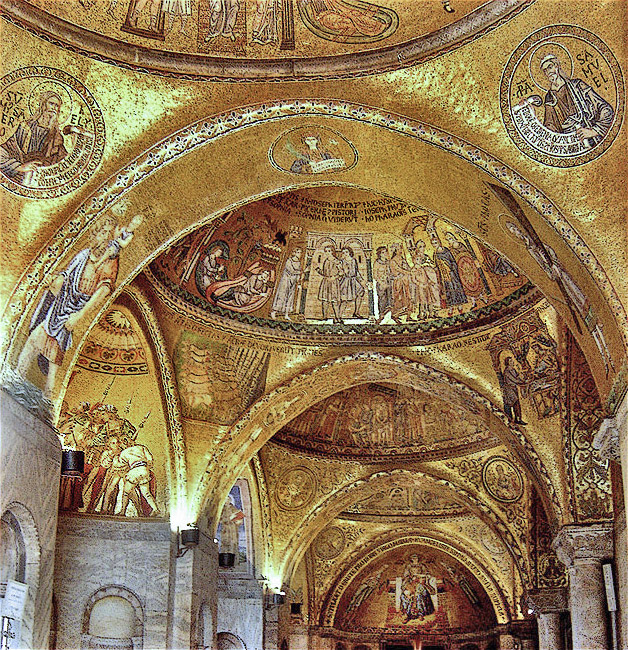
Vương cung thánh đường St Mark ở Venice, nơi những người khảm khảm Byzantine nhập khẩu đã thành công bởi người Ý mà họ đã đào tạo.

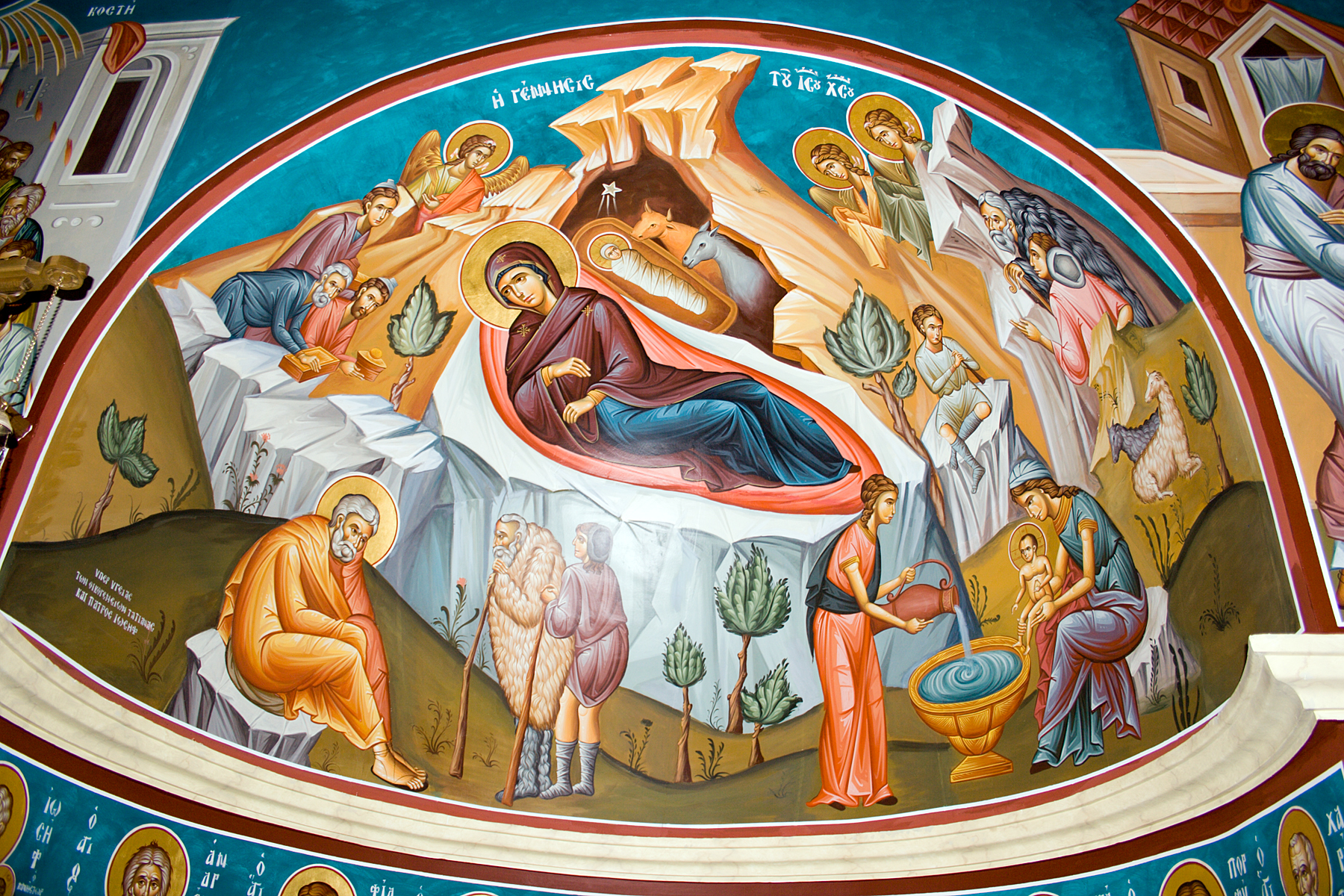
Bức tranh tường thời hiện đại từ Israel mô tả Chúa giáng sinh ít thay đổi trong hơn một thiên niên kỷ.

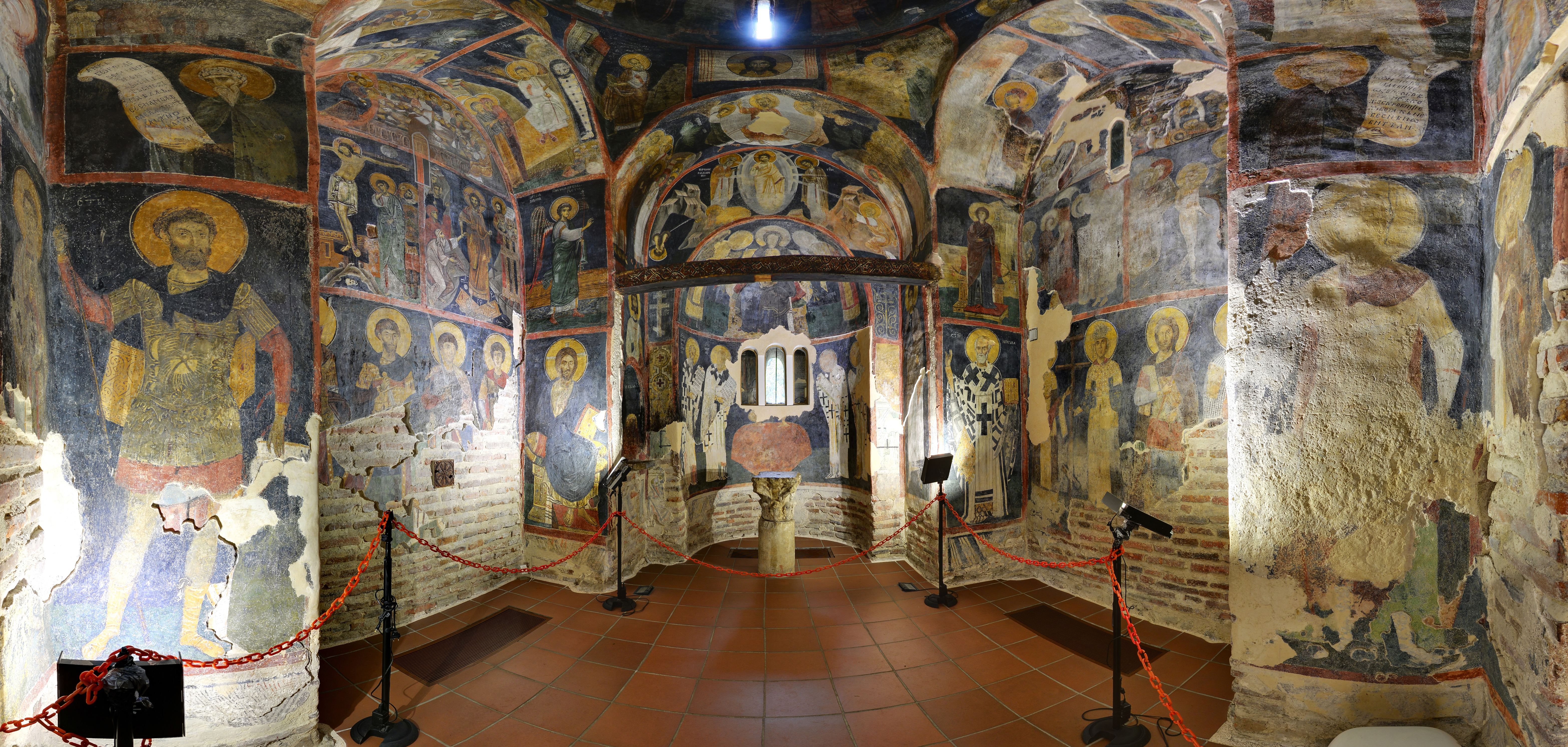
Quang cảnh bên trong với những bức bích họa có từ năm 1259, Nhà thờ Boyana ở Sofia, danh sách Di sản Thế giới của UNESCO.

Sự huy hoàng của nghệ thuật Byzantine luôn thường trực trong tâm trí của các nghệ sĩ và khách quen phương Tây thời trung cổ, và nhiều phong trào quan trọng nhất trong thời kỳ này là những nỗ lực có ý thức để tạo ra nghệ thuật phù hợp để đứng cạnh cả nghệ thuật Byzantine cổ điển và đương đại. Điều này đặc biệt là trường hợp của nghệ thuật đế quốc Carolingian và nghệ thuật Ottonian. Các sản phẩm xa xỉ từ Đế chế được đánh giá cao, và lấy ví dụ là chôn cất hoàng gia Anglo-Saxon Sutton Hoo trong Suffolk của những năm 620, trong đó có chứa nhiều mảnh bạc. Các loại lụa Byzantine được đặc biệt coi trọng và số lượng lớn được phân phối làm quà tặng ngoại giao từ Constantinople. Có những ghi chép về các nghệ sĩ Byzantine làm việc ở phương Tây, đặc biệt là trong thời kỳ biểu tượng hóa, và một số tác phẩm, như bức bích họa tại Castelseprio và tiểu cảnh trong Tin mừng đăng quang Vienna, dường như đã được tạo ra bởi những nhân vật như vậy.
Cụ thể, các nhóm nghệ sĩ khảm đã được các hoàng đế phái đến như một cử chỉ ngoại giao, nơi họ thường đào tạo người dân địa phương để tiếp tục công việc của họ theo phong cách chịu ảnh hưởng nặng nề của Byzantium. Venice và Norman Sicily là những trung tâm ảnh hưởng đặc biệt của Byzantine. Những bức tranh vẽ sớm nhất còn tồn tại ở phương Tây có phong cách chịu ảnh hưởng nặng nề của các biểu tượng Byzantine đương đại, cho đến khi một phong cách phương Tây đặc biệt bắt đầu phát triển ở Ý trong Trecento; câu chuyện truyền thống và vẫn có ảnh hưởng của Vasari và những người khác có câu chuyện về hội họa phương Tây bắt đầu như một cuộc ly khai của Cimabue và sau đó là Giotto từ xiềng xích của truyền thống Byzantine. Nhìn chung, ảnh hưởng nghệ thuật của Byzantine đối với châu Âu đã suy giảm mạnh vào thế kỷ 14 nếu không sớm hơn, mặc dù tầm quan trọng liên tục của các học giả Byzantine di cư ở thời Phục hưng ở các khu vực khác.
Nghệ thuật Hồi giáo bắt đầu với các nghệ sĩ và thợ thủ công chủ yếu được đào tạo theo phong cách Byzantine, và mặc dù nội dung tượng hình đã giảm đi rất nhiều, phong cách trang trí Byzantine vẫn có ảnh hưởng lớn đến nghệ thuật Hồi giáo, và các nghệ sĩ Byzantine tiếp tục được nhập khẩu cho các tác phẩm quan trọng trong một thời gian, đặc biệt là tranh khảm.
Thời đại Byzantine được định nghĩa đúng đắn đã chấm dứt với sự sụp đổ của Constantinople đối với người Thổ Nhĩ Kỳ Ottoman năm 1453, nhưng đến thời điểm này, di sản văn hóa Byzantine đã được truyền bá rộng rãi, được truyền bá bởi Cơ đốc giáo Chính thống, đến Bulgaria, Serbia, Romania và, quan trọng nhất, đối với Nga, nơi trở thành trung tâm của thế giới Chính thống sau cuộc chinh phạt Balkan của Ottoman. Ngay cả dưới sự cai trị của Ottoman, các truyền thống Byzantine trong nghệ thuật vẽ biểu tượng và các nghệ thuật quy mô nhỏ khác vẫn tồn tại, đặc biệt là ở vùng Bêlarut và Rhodes do người Venice cai trị, nơi phong cách "hậu Byzantine" dưới ảnh hưởng của phương Tây còn tồn tại thêm hai thế kỷ, tạo ra các nghệ sĩ bao gồm El Greco được đào tạo tại Trường Cretan, trường hậu Byzantine mạnh mẽ nhất, xuất khẩu số lượng lớn các biểu tượng sang châu Âu. Sự sẵn sàng của Trường Cretan chấp nhận ảnh hưởng của phương Tây là không điển hình; trong hầu hết thế giới hậu Byzantine "như một công cụ của sự gắn kết dân tộc, nghệ thuật trở nên bảo thủ một cách quyết đoán trong thời kỳ Turcocratia " (thời kỳ cai trị của Ottoman).
Vẽ tranh biểu tượng Nga bắt đầu bằng cách hoàn toàn chấp nhận và bắt chước nghệ thuật Byzantine, cũng như nghệ thuật của các quốc gia Chính thống khác, và vẫn cực kỳ bảo thủ trong biểu tượng, mặc dù phong cách hội họa của nó đã phát triển các đặc điểm khác biệt, bao gồm cả ảnh hưởng từ nghệ thuật phương Tây thời hậu Phục hưng. Tất cả các nhà thờ Chính thống Đông phương vẫn bảo vệ cao truyền thống của họ về hình thức và nội dung của hình ảnh, và, ví dụ, các mô tả Chính thống hiện đại về Chúa giáng sinh khác biệt rất ít so với những gì được phát triển trong thế kỷ thứ 6.

## Giới thiệu tài liệu
- Ainalov, D.V. (1961). The Hellenistic Origins of Byzantine Art. New Brunswick: Rutgers University Press.
- Almagro-Gorbea, M., biên tập (2000). El Disco de Teodosio. Madrid: Real Academia de la Historia. ISBN 9788489512603.
- Ash, John (1995). A Byzantine Journey. London: Random House Incorporated. ISBN 9780679409342.
- Auzépy, M.-F. (1990). "La destruction de l'icône du Christ de la Chalcé par Léon III: propagande ou réalité?". Byzantion. Quyển 60. tr. 445‒492.
- Barber, C. (1991). "The Koimesis Church, Nicaea: The Limits of Representation on the Eve of Iconoclasm". Jahrbuch der österreichischen Byzantinistik. Quyển 41. tr. 43‒60.
- Bardill, J. (2000). "The Church of Sts. Sergius and Bacchus in Constantinople and the Monophysite Refugees". Dumbarton Oaks Papers. Quyển 54. tr. 1‒11. doi:10.2307/1291830. JSTOR 1291830.
- Bassett, Sarah (2004). The Urban Image of Late Antique Constantinople. Cambridge: Cambridge University Press. ISBN 9780521827232.
- Bauer, Franz Alto (1996). Stadt, Platz und Denkmal in der Spätantike. Mainz: P. von Zabern. ISBN 9783805318426.
- Belting, Hans; Jephcott (tr.), Edmund (1994). Likeness and Presence: A History of the Image before the Era of Art. Chicago: Chicago University Press. ISBN 9780226042152.
- Berenson, Bernard (1954). The Arch of Constantine, or, the Decline of Form. London: Chapman and Hall.
- Brendel, Otto J. (1979). Prolegomena to the Study of Roman Art. New Haven: Yale University Press. ISBN 9780300022681.
- Brubaker, Leslie; Haldon, John (2001). Byzantium in the Iconoclast Era (ca. 680-850): The Sources. Birmingham: Ashgate.
- Brubaker, L. (1998). "Icons before iconoclasm?, Morfologie sociali e culturali in europa fra tarda antichita e alto medioevo". Settimane di Studio del Centro Italiano di Studi Sull' Alto Medioevo. Quyển 45. tr. 1215‒1254.
- Brubaker, L. (2004). "Elites and Patronage in Early Byzantium: The Evidence from Hagios Demetrios in Thessalonike". Trong Haldon, John; và đồng nghiệp (biên tập). The Byzantine and Early Islamic Near East: Elites Old and New. Princeton: Princeton University Press. tr. 63‒90.
- Bryer, A.; Herrin, Judith, biên tập (1977). Iconoclasm: Papers Given at the Ninth Spring Symposium of Byzantine Studies, University of Birmingham, March 1975. Birmingham: Center for Byzantine Studies. ISBN 9780704402263.
- Cavallo, Guglielmo (1992). Il codex purpureus rossanensis. Rome.{{Chú thích sách}}:  Quản lý CS1: địa điểm thiếu nhà xuất bản (liên kết)
- Creswell, Keppel A.C. (1969). Early Muslim Architecture. New York: Clarendon Press.
- Ćurčić, Slobodan (2000). Some Observations and Questions Regarding Early Christian Architecture in Thessaloniki. Thessaloniki: Υπουργείον Πολιτισμού: Εφορεία Βυζαντινών Αρχαιοτήτων Θεσσαλονίκης. ISBN 9789608674905.
- Cutler, A. (1993). "Barberiniana: Notes on the Making, Content, and Provenance of Louvre OA. 9063". Tesserae: Festschrift für Josef Engemann, Jahrbuch für Antike und Christentum, Ergänzungsband. Quyển 18. tr. 329‒339.
- Dark, K.; Özgümüş, F. (2002). "New Evidence for the Byzantine Church of the Holy Apostles from Fatih Camii, Istanbul". Oxford Journal of Archaeology. Quyển 21 số 4. tr. 393‒413. doi:10.1111/1468-0092.00170.
- Deichmann, Friedrich Wilhelm (1969). Ravenna: Hauptstadt des spätantiken Abendlandes. Wiesbaden: Franz Steiner. ISBN 9783515020053.
- Delbrueck, R. (1929). Die Consulardiptychen und Verwandte Denkmäler. Berlin: De Gruyter.
- Dodd, Erica Cruikshank (1961). Byzantine Silver Stamps. Washington: Dumbarton Oaks Research Library and Collection, Trustees for Harvard University.
- Elsner, J. (2002). "The Birth of Late Antiquity: Riegl and Strzygowski in 1901". Art History. Quyển 25 số 3. tr. 358‒379. doi:10.1111/1467-8365.00326.
- Flood, Finbarr Barry (2001). The Great Mosque of Damascus: Studies on the Making of an Umayyad Visual Culture. Leiden: Brill.
- Forsyth, George H.; Weitzmann, Kurt (1973). The Monastery of St. Catherine at Mount Sinai: The Church and Fortress of Justinian. Ann Arbor: University of Michigan Press.
- Fowden, Garth (1991). "Constantine's Porphyry Column: The Earliest Literary Allusion". Journal of Roman Studies. Quyển 81. tr. 119‒131. doi:10.2307/300493. JSTOR 300493.
- Grabar, André (1984). L'iconoclasme byzantin: Le dossier archéologique (ấn bản thứ 2). Paris: Flammarion. ISBN 9782080126030.
- Grabar, André (1948). Les peintures de l'évangéliaire de Sinope (Bibliothèque nationale, Suppl. gr. 1286). Paris: Bibliothèque nationale.
- Haldon, John (1997) [1990]. Byzantium in the Seventh Century: The Transformation of a Culture. Cambridge: Cambridge University Press.
- Hanfmann, George Maxim Anossov (1967). Classical Sculpture. Greenwich, CT: New York Graphic Society.
- Henck, N. (2001). "Constantius ho Philoktistes?" (PDF). Dumbarton Oaks Papers. Quyển 55. tr. 279‒304. doi:10.2307/1291822. JSTOR 1291822. Bản gốc (PDF) lưu trữ ngày 12 tháng 5 năm 2014. Truy cập ngày 29 tháng 9 năm 2014.
- Kessler, Herbert L. (1988). "On the State of Medieval Art History". The Art Bulletin. Quyển 70. tr. 166–187. doi:10.1080/00043079.1988.10788561. JSTOR 3051115.
- Kiilerich, Bente (1998). The Obelisk Base in Constantinople. Rome: G. Bretschneider.
- Kitzinger, Ernst (1977). Byzantine Art in the Making: Main Lines of Stylistic Development in Mediterranean Art, 3rd‒7th Century. Cambridge: Cambridge University Press. ISBN 978-0571111541.
- Krautheimer, R. (2000). Rome: Profile of a City. Princeton: Princeton University Press. ISBN 9780691049618.
- Leader, R. (2000). "The David Plates Revisited: Transforming the Secular in Early Byzantium". Art Bulletin. Quyển 82 số 3. tr. 407‒427. doi:10.2307/3051395. JSTOR 3051395.
- Leroy, Jules (1964). Les manuscrits syriaques à peintures conservés dans les bibliothèques d'Europe et d'Orient; contribution à l'étude de l'iconographie des Églises de langue syriaque. Paris: Librairie orientaliste P. Geuthner.
- Levin, I. (1985). The Quedlinburg Itala: The Oldest Illustrated Biblical Manuscript. Leiden: E.J. Brill. ISBN 9789004070936.
- Maas, M., biên tập (2005). The Cambridge Companion to the Age of Justinian. Cambridge: Cambridge University Press. ISBN 9781139826877.
- Mainstone, Rowland J. (1997). Hagia Sophia: Architecture, Structure, and Liturgy of Justinian's Great Church. New York: Thames and Hudson. ISBN 9780500279458.
- Mango, Cyril (1963). "Antique Statuary and the Byzantine Beholder". Dumbarton Oaks Papers. Quyển 17. tr. 53‒75. doi:10.2307/1291190. JSTOR 1291190.
- Mathews, Thomas F. (1971). The Early Churches of Constantinople: Architecture and Liturgy. University Park: Pennsylvania State University Press.
- Mathews, Thomas F. (2005). "The Palace Church of Sts. Sergius and Bacchus in Constantinople". Trong Emerick, J.J.; Delliyannis, D.M. (biên tập). Archaeology in Architecture: Studies in Honor of Cecil L. Striker. Mainz: von Zabern. ISBN 9783805334921.
- Matthiae, Guglielmo (1987). Pittura romana del medioevo. Rome: Fratelli Palombi. ISBN 9788876212345.
- Mazal, Otto (1998). Der Wiener Dioskurides: Codex medicus Graecus 1 der Österreichischen Nationalbibliothek. Graz: Akademische Druck u. Verlagsanstalt. ISBN 9783201016995.
- Michelis, Panayotis A. (1946). An Aesthetic Approach to Byzantine Art. Athens.{{Chú thích sách}}:  Quản lý CS1: địa điểm thiếu nhà xuất bản (liên kết)
- Nordenfalk, Carl (1938). Die spätantiken Kanontafeln. Göteborg: O. Isacsons boktryckeri a.-b.
- Onians, J. (1980). "Abstraction and Imagination in Late Antiquity". Art History. Quyển 3. tr. 1‒23. doi:10.1111/j.1467-8365.1980.tb00061.x.
- Peschlow, Urs (1977). Die Irenenkirche in Istanbul. Tübingen: E. Wasmuth.
- Runciman, Steven (1987) [1954]. A History of the Crusades: The Kingdom of Acre and the Later Crusades. Cambridge: Cambridge University Press. ISBN 978-0521347723.
- Spieser, J.-M. (1984). Thessalonique et ses monuments du IVe au VIe siècle. Athens: Ecole française d'Athènes.
- Stein, D. (1980). Der Beginn des byzantinischen Bilderstreites und seine Entwicklung bis in die 40er Jahre des 8. Jahrhunderts. Munich: Institut für Byzantinistik und Neugriechische Philologie der Universität.
- Stylianou, Andreas; Stylianou, Judith A. (1985). The Painted Churches of Cyprus: Treasures of Byzantine Art. London: Trigraph for the A.G. Leventis Foundation.
- Theocharidou, K. (1988). The Architecture of Hagia Sophia, Thessaloniki, from its Erection up to the Turkish Conquest. Oxford: Oxford University Press.
- Thiel, Andreas (2005). Die Johanneskirche in Ephesos. Wiesbaden: Isd. ISBN 9783895003547.
- Volbach, Wolfgang Fritz (1976). Elfenbeinarbeiten der Spätantike und des frühen Mittelalters. Mainz: von Zabern.
- Weitzmann, Kurt (1981). Classical Heritage in Byzantine and Near Eastern Art. London: Variorum Reprints.
- Weitzmann, Kurt (1984). Greek Mythology in Byzantine Art. Princeton: Princeton University Press. ISBN 9780860780878.
- Wellesz, Emmy (1960). The Vienna Genesis. London: T. Yoseloff.
- Wright, D. H. (1985). "The Date of the Vatican Illuminated Handy Tables of Ptolemy and of its Early Additions". Byzantinische Zeitschrift. Quyển 78 số 2. tr. 355‒362. doi:10.1515/byzs.1985.78.2.355.
- Wright, D. (1986). "Justinian and an Archangel". Studien zur Spätantiken Kunst Friedrich Wilhelm Deichmann Gewidmet. Quyển III. Mainz. tr. 75‒79.
- Wright, David Herndon (2001). The Roman Vergil and the Origins of Medieval Book Design. Toronto: University of Toronto Press. ISBN 9780802048196.
- Wright, David Herndon (1993). The Vatican Vergil: A Masterpiece of Late Antique Art. Berkeley: University of California Press. ISBN 9780520072404.